# 벨기에령 콩고
벨기에령 콩고(프랑스어: Congo belge, fr; 네덜란드어: Belgisch-Congo)는 1908년부터 1960년 독립까지 존속했던 중앙아프리카의 벨기에 식민지이다. 레오폴드빌 콩도로 독립했다. 전 식민지는 1964년에 현재의 이름인 콩고 민주 공화국 (DRC)을 채택했다.
콩고의 식민지 지배는 19세기 후반에 시작되었다. 레오폴 2세는 벨기에 정부를 설득하여 당시 대부분 미개발 상태였던 콩고 분지 주변의 식민지 확장을 지원하도록 시도했다. 정부의 모호한 방향 때문에 레오폴드는 스스로 식민지를 설립하게 되었다. 여러 서방 국가의 지원을 받아 레오폴드는 1885년에 콩고 독립국에 대한 국제적 승인을 얻었다. 19세기 말에 독립국 관리들이 콩고 원주민에게 사용한 폭력과 무자비한 경제 착취 체계는 벨기에에 대한 강한 외교적 압력으로 이어졌고, 1908년에 벨기에령 콩고를 설립하여 자유국은 공식적으로 벨기에라는 국가가 통제하게 되었다.
콩고에 대한 벨기에의 지배는 국가, 선교사, 사기업 이해관계의 "식민지 삼위일체" (trinité coloniale)에 기반을 두었다. 벨기에 상업 이해관계의 특혜는 콩고에 막대한 양의 자본이 유입되고 개별 지역이 전문화된다는 것을 의미했다. 많은 경우 정부와 사기업의 이해관계가 밀접하게 연결되었고, 국가는 기업이 파업을 진압하고 원주민이 제기한 다른 장벽을 제거하는 것을 도왔다. 식민지는 계층적으로 조직된 행정 구역으로 나뉘어 있으며 일련의 정해진 "원주민 정책" (politique indigène)에 따라 균일하게 운영되었다. 이는 일반적으로 식민지 감독 하에 전통적인 지도자를 권위 있는 위치에 유지하는 간접통치 체계를 선호했던 영국과 프랑스의 식민지 정책과는 달랐다.
1940년대와 1950년대에 벨기에령 콩고는 광범위한 도시화가 이루어졌으며 식민지 행정부는 영토를 "모델 식민지"로 만들기 위한 다양한 개발 프로그램을 시작했다. 그 결과 도시에는 유럽화된 아프리카인인 "에볼루에"라고 불리는 새로운 중산층이 발전했다. 1950년대까지 콩고는 다른 어떤 아프리카 식민지보다 두 배나 큰 임노동력을 가지고 있었다.
1960년, 광범위하고 점점 더 급진적인 독립 지지 운동 끝에 벨기에령 콩고는 독립을 이루어 파트리스 루뭄바 총리와 조제프 카사부부 대통령 하의 콩고 공화국이 되었다. 하지만 콩고 내 정치 파벌 간의 열악한 관계, 콩고 문제에 대한 벨기에의 지속적인 개입, 그리고 냉전 기간 동안 주요 당사자 (주로 미국과 소련)의 개입은 1960년부터 1965년까지 5년간의 전쟁과 정치적 불안정 기간인 콩고 위기로 이어졌다. 이는 1964년 11월 조제프데지레 모부투가 권력을 장악하면서 끝났다.

## 콩고 독립국 시절

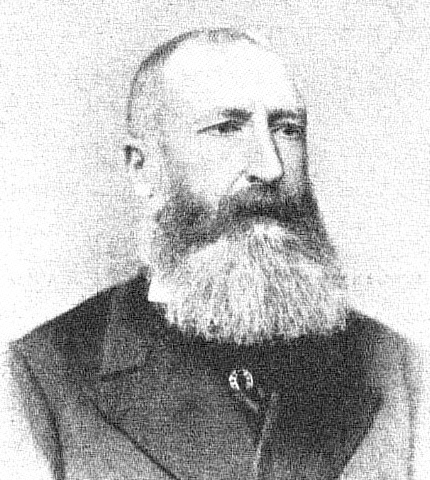
벨기에 국왕이자 1885년부터 1908년까지 콩고 독립국의 사실상 소유자인 레오폴 2세

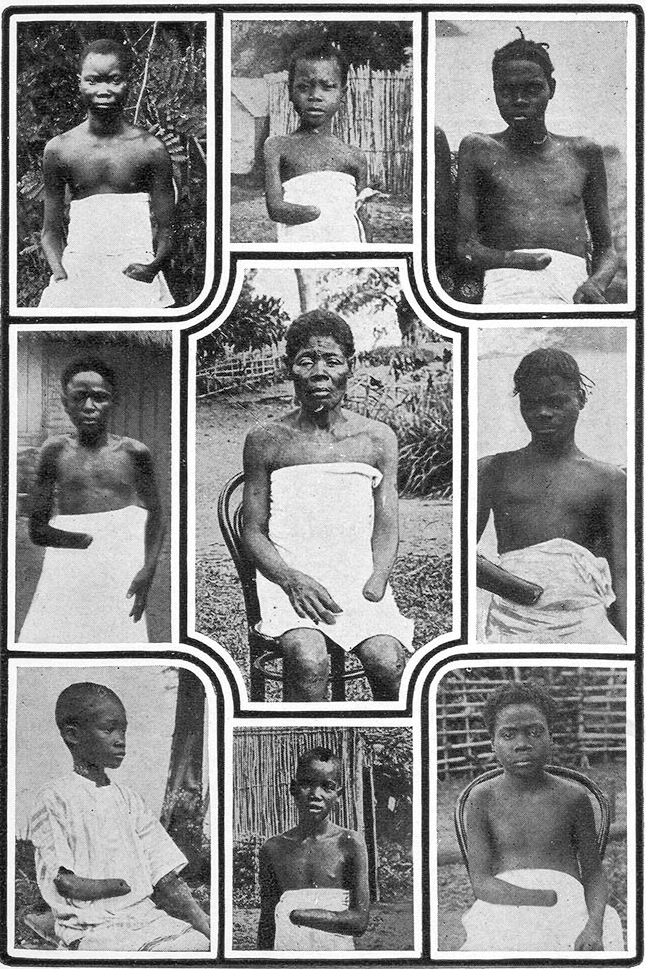
레오폴드 2세 국왕의 통치 기간 탄압으로 팔이 절단된 어린이들

19세기 후반까지 콩고 분지에 발을 들인 유럽인은 거의 없었다. 우림, 늪 및 그에 수반하는 말라리아 및 수면병과 같은 여러 열대 질병은 유럽인의 탐험과 착취에 어려운 환경을 만들었다. 1876년에 레오폴 2세는 선도적인 아프리카 탐험가의 협력과 여러 유럽 정부의 지원을 받아 아프리카 탐험과 식민지화를 촉진하기 위해 국제 아프리카 협회를 조직했다. 헨리 모턴 스탠리가 1878년에 끝난 여정으로 이 지역을 탐험한 후, 레오폴드는 탐험가를 설득하여 콩고 역에서 그의 이익을 돕도록 고용했다.
레오폴드 2세는 1865년 즉위 전부터 벨기에의 식민지를 얻기를 열망했다. 벨기에 민간 정부는 군주의 제국 건설 꿈에 거의 관심을 보이지 않았다. 야심적이고 완고한 레오폴드는 혼자서 이 문제를 추진하기로 결정했다.
중앙아프리카에서의 유럽 국가들의 경쟁은 외교적 긴장으로 이어졌는데, 특히 어떤 유럽 강대국도 주장하지 않았던 콩고 분지에 관한 긴장이 심했다. 1884년 11월, 오토 폰 비스마르크는 콩고 상황에 대한 평화적인 해결책을 찾기 위해 14개국 회의 (베를린 회담)를 소집했다. 베를린 회담은 중앙아프리카에 대한 유럽 강대국들의 영토 주장을 공식적으로 승인하지는 않았지만, 갈등 없는 지역 분할을 보장하기 위한 일련의 규칙에 합의했다. 규칙은 (다른 것들 중에서) 콩고 분지를 자유 무역 지대로 인정했다. 그러나 레오폴드 2세는 베를린 회담에서 승리했으며 그의 유일 주주 "자선" 단체는 콩고 독립국으로 조직될 광대한 영토(2,344,000 km2 (905,000 mi2) 영역)의 상당 부분을 받았다.
콩고 독립국은 비정부 기구인 국제 아프리카 협회를 통해 레오폴드 2세가 사적으로 통제하는 기업 국가로 운영되었다. 이 국가는 현재의 콩고 민주 공화국 전체 지역을 포함했으며, 1885년부터 벨기에 정부가 마지못해 이 지역을 합병한 1908년까지 존재했다. 레오폴드 2세의 행정 하에 콩고 독립국은 인도주의적 재앙이 펼쳐졌다. 무자비한 착취와 유럽 식민지 주민과의 접촉으로 도입된 새로운 질병(예: 유럽 대륙에서 수백만 명의 사망자를 낳은 1889–1890년 인플루엔자 팬데믹, 1891년에 사망한 벨기에 보두앵 왕자 포함)에 대한 면역 부족으로 인한 사망자 수를 정확히 파악하기는 어렵다. 윌리엄 루빈스타인은 다음과 같이 썼다. "더 근본적으로, 호흐실트가 제시한 인구 수치는 부정확한 것이 거의 확실해 보인다. 물론 20세기 이전에 콩고의 인구를 확인할 방법은 없으며 2천만 명과 같은 추정치는 순전히 추측이다. 콩고 내부의 대부분은 말 그대로 접근할 수 없을 정도는 아니더라도 탐험되지 않았다." 레오폴드의 자원 착취를 위한 무자유 노동을 강요하기 위해 원주민을 테러하는 사설 군대인 콩고 공안군은 지역 사회를 파괴하고 원주민을 무차별적으로 죽이고 학대했다. 또한 공안군은 잔지바르/스와힐리 철권통치자 티푸 팁과 같은 아프리카 및 아랍 노예 상인과의 콩고-아랍 전쟁에도 참여했다.
1904년 카세먼트 보고서의 비행 및 상황 보고서에 이어, 유럽 (영국 포함) 및 미국 언론은 1900년대 초 콩고 독립국의 상황을 대중에게 폭로했다. 1904년 레오폴드 2세는 국제 의회 조사 위원회가 콩고 독립국에 진입하는 것을 허용해야 했다. 1908년 들어대중의 압력과 외교적 움직임으로 레오폴드 2세의 개인 통치가 종식되고 벨기에의 식민지인 "벨기에령 콩고"로 합병되었다.

## 벨기에령 콩고

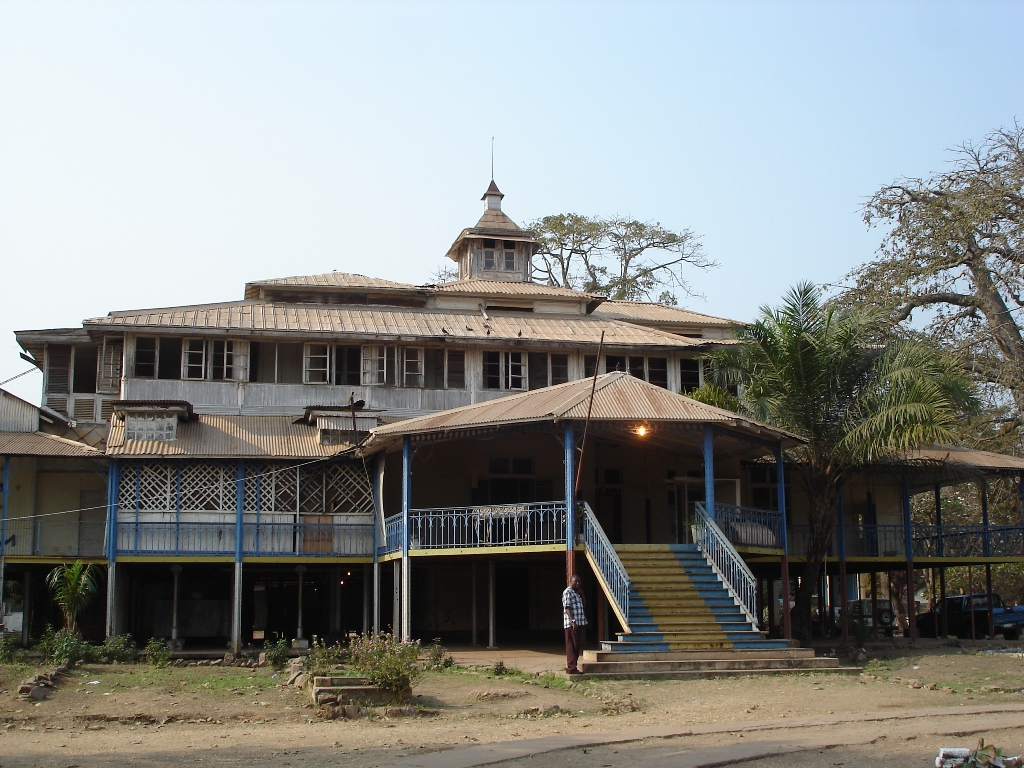
벨기에령 콩고 총독의 옛 관저 (1908–1923), 보마에 위치

1908년 10월 18일, 벨기에 의회는 콩고를 벨기에 식민지로 합병하는 것에 찬성 투표했다. 사회주의자 및 급진주의자 다수는 이 합병에 강하게 반대했고 그들의 반식민지주의 운동으로 선거에 이익을 얻었지만, 일부는 국가가 콩고를 합병하고 콩고 인구에게 인도주의적 역할을 해야 한다고 믿었다. 결국 가톨릭 의원 2명과 자유주의 의원 절반이 사회주의자들과 합류하여 식민지 헌장을 거부했고 (반대 48표) 거의 모든 가톨릭 의원과 나머지 자유주의 의원 절반이 헌장을 승인했다 (찬성 90표, 기권 7표). 이로써 1908년 11월 15일 벨기에령 콩고는 벨기에 왕국의 식민지가 되었다. 이것은 레오폴드 2세가 콩고 독립국의 상당 부분을 별도의 왕실 영지로 유지하려 시도함으로써 광대한 콩고 지역을 정부 통제에서 제외시키려는 모든 희망을 포기한 후에 이루어졌다.
1908년 벨기에 정부가 행정을 인수했을 때 콩고의 상황은 여러 면에서 개선되었다. 일부 조계 회사들이 탁월했던 잔혹한 착취와 임의적인 폭력 사용은 억제되었다. "붉은 고무" 범죄는 중단되었다. 1908년 10월 18일 새 식민지 헌장 제3조는 "어떤 누구도 기업이나 사인의 이익을 위해 강제로 일하게 할 수 없다"고 명시했지만, 이것은 강제되지 않았으며 벨기에 정부는 덜 명백한 방법으로 이 지역 원주민에게 무자유 노동을 계속 강요했다.
콩고 독립국에서 벨기에령 콩고로의 전환은 콩고에게 전환점이었지만 상당한 연속성을 가졌다는 특징도 있었다. 콩고 독립국의 마지막 총독인 바론 바히스는 벨기에령 콩고에서도 계속 재직했으며, 레오폴드 2세 행정부의 대다수도 그와 함께했다. 레오폴드 국왕 통치에 비해선 상황이 다소 개선되었지만, 라인저드 박사와 같은 의사의 보고서는 벨기에 정부가 원주민의 보건 및 기초 교육에 얼마나 중요성을 두지 않았는지 보여준다. 콩고와 그 자연 및 광물 자원을 벨기에 경제를 위해 개방하는 것은 식민지 확장의 동기로 남아 있었다.

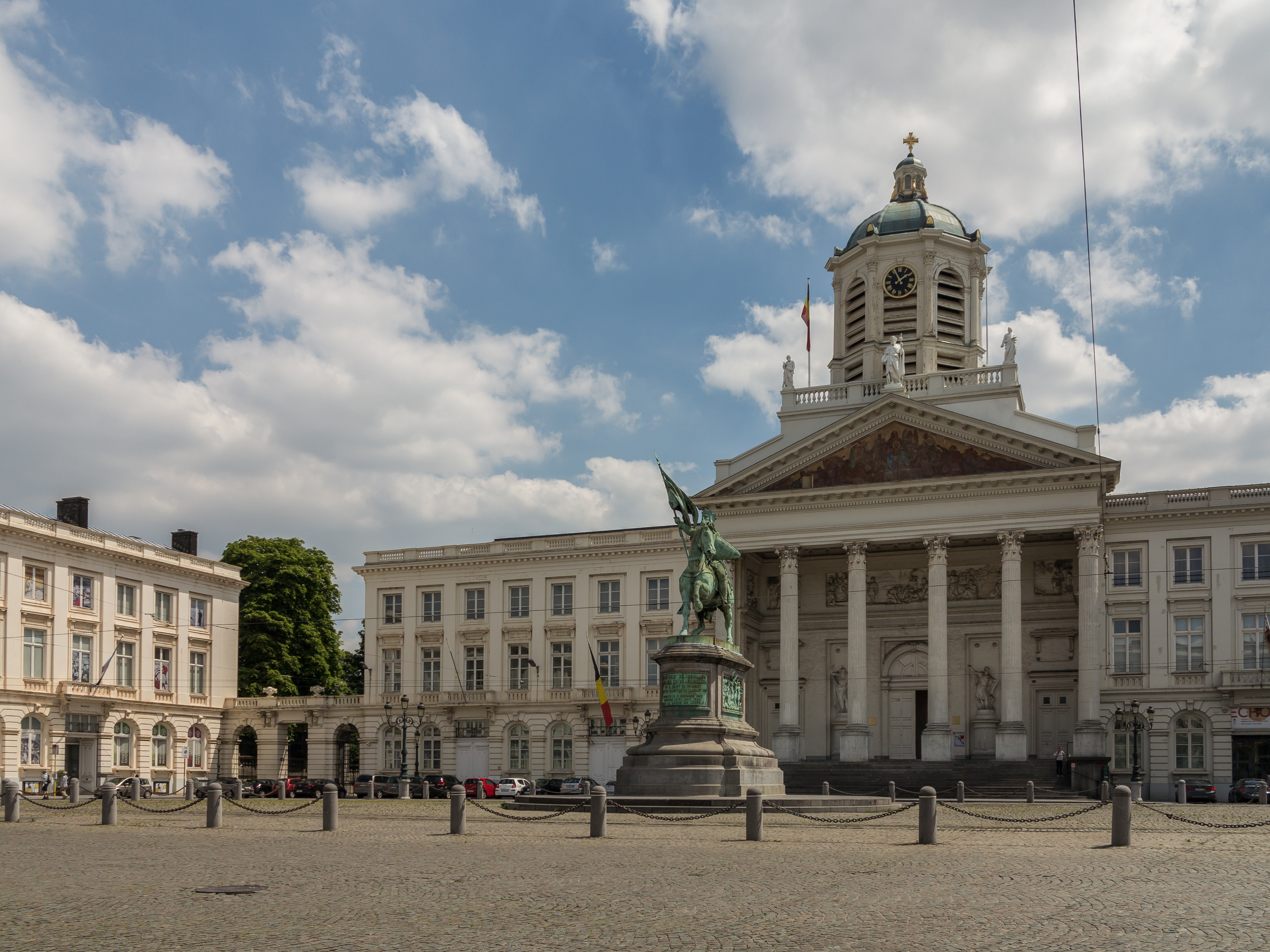
왼쪽은 브뤼셀에 있는 옛 식민지부, 헌법재판소 인근

### 정부
벨기에령 콩고의 통치는 1908년 식민지 헌장에 명시되었다. 행정권은 벨기에 식민지 담당 장관에게 있었으며, 식민지 평의회 (Conseil Colonial)의 도움을 받았다. 둘 다 브뤼셀에 상주했다. 벨기에 의회는 벨기에령 콩고에 대한 입법 권한을 행사했다.

1930년대 출판된 벨기에령 콩고 지도

벨기에령 콩고에 거주하는 식민지 행정부 최고 대표는 총독이었다. 1886년부터 1926년까지 총독과 그의 행정부는 콩고강 하구 근처의 보마에 주둔했다. 1923년부터 식민지 수도는 내륙으로 300 km 더 상류에 있는 레오폴드빌로 이전했다. 처음에는 벨기에령 콩고가 콩고-카사이, 에카퇴르, 오리엔탈, 카탕가 네 개의 큰 행정 구역이 나뉘었으며, 각 주는 부총독이 관할했다. 1932년의 행정 개혁으로 주의 수는 여섯 개로 늘었고, 부총독은 주지사로 "강등"되었다.
영토 관리가 식민지 행정의 진정한 중추였다. 식민지는 4개의 주 (1933년 행정 개혁 후 6개)로 나뉘었다. 각 주는 다시 몇 개의 구 (콩고 전체에 24개 구)로, 각 구는 소수의 구역 (총 130-150개 구역. 일부 구역은 시간이 지나면서 합병되거나 분할됨)로 세분되었다. 지역은 한 명의 지역행정관과 한 명 이상의 보조원이 관리했다. 한 명의 지역행정관과 소수의 보조원이 관리하는 영토는 종종 몇 개의 벨기에 주를 합친 것보다 넓었다(벨기에령 콩고 전체는 벨기에 전체보다 거의 80배 넓었고, 독일과 프랑스를 합친 것의 약 두 배 크기였다). 지엳행정관은 자신의 지역을 시찰하고 상세한 연례 보고서를 주 행정부에 제출해야 했다.
법률 시스템 측면에서는 두 가지 체계가 공존했다. 하나는 유럽 법원 체계이고 다른 하나는 원주민 법원 (tribunaux indigènes) 체계이다. 이 원주민 법원은 전통 부족장이 주재했지만 권한이 제한적이었고 식민지 행정부의 강력한 통제 하에 있었다. 1936년에는 벨기에에서 콩고를 통제하는 행정관이 728명으로 기록되었다. 콩고에 거주하는 벨기에인은 정부에 발언권이 없었고 콩고인도 마찬가지였다. 콩고에서는 어떤 정치 활동도 허용되지 않았다. 식민지의 공공 질서는 벨기에 지휘 하의 현지에서 모집된 군대인 콩고 공안군이 유지했다. 1950년대에 이르러서야 본토 군대, 즉 벨기에 정규군 부대가 벨기에령 콩고에 주둔했다(예: 카미나).
식민지 국가와 콩고에서 백인이 행사하는 모든 권위는 콩고인들에게 종종 "바타 마타리" (바위를 부수는 자)라고 불렸는데, 이는 원래 스탠리에게 붙여진 이름 중 하나였다. 그는 하콩고 지역을 통과하는 길을 포장할 때 다이너마이트로 바위를 부쉈다. 바타 마타리라는 용어는 식민지 국가의 저항할 수 없는 강제력을 의미하게 되었다.

### 국제 분쟁

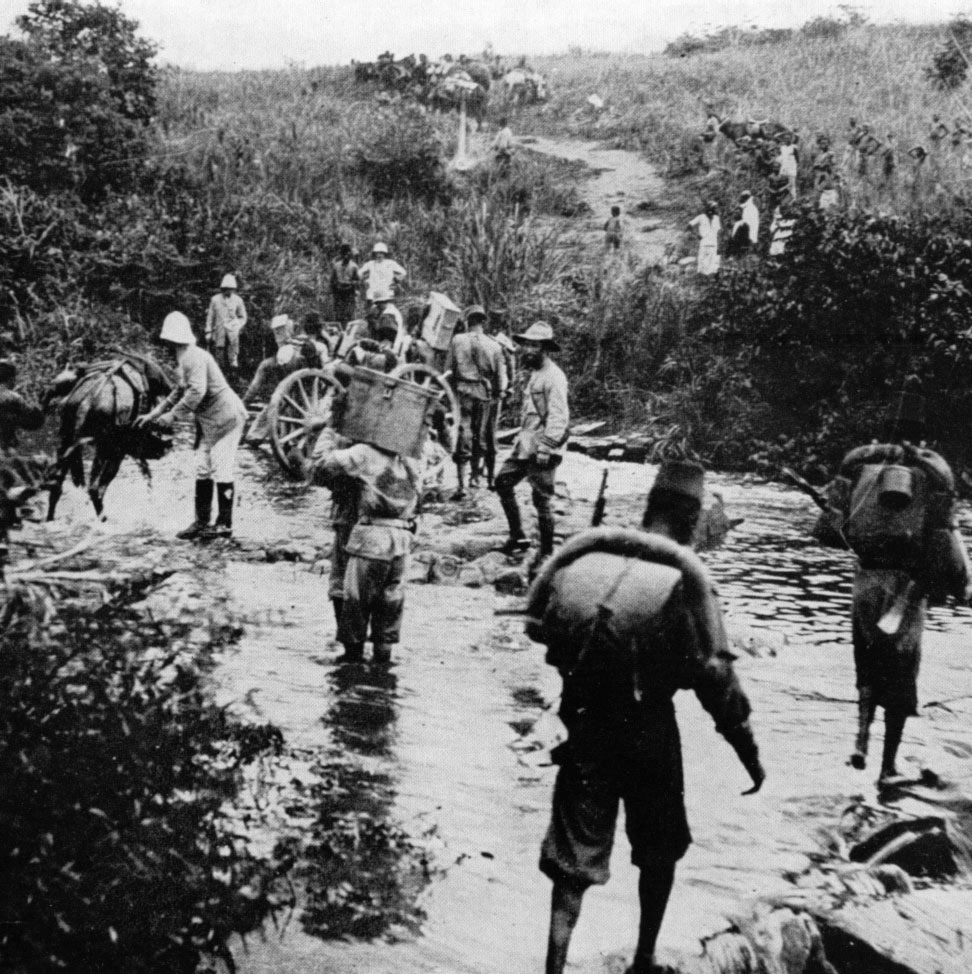
제1차 세계 대전 중 독일령 동아프리카의 공안군 병력

벨기에령 콩고는 두 차례의 세계대전에 직접적으로 관여했다. 제1차 세계 대전 중, 공인군과 독일령 동아프리카 (탕가니카)의 독일 식민지 군대 간의 초기 대치는 1916년과 1917년 동아프리카 전역 중 독일 식민지 영토에 대한 영국-벨기에 연합 침공으로 전면전으로 바뀌었다. 1916년까지 공안군의 벨기에 사령관인 중장 샤를 톰버는 현지 운반자들의 지원을 받는 15,000명의 군대를 소집했으며, 레이브루크는 전쟁 중 최소 260,000명의 현지 운반자가 동원되었다고 지적했다. 이 군대는 르완다의 현재 수도인 키갈리로 진격했다. 키갈리는 1916년 5월 6일 점령되었고, 군대는 타보라 (현재 탄자니아의 일부)를 9월 19일에 격렬한 전투 끝에 점령했다. 1917년, 마헨게 (현재 탄자니아)가 점령된 후 벨기에령 콩고 군대는 25,000명에 달하며 독일령 동아프리카의 1/3을 점령했다.
제1차 세계 대전 후, 베르사유 조약에 따라 독일은 전 독일령 동아프리카의 서부 지역 통제권을 벨기에에 양도했고, 르완다-우룬디는 벨기에 행정 하에 국제연맹 위임통치령이 되었다. 이 지역들은 벨기에령 콩고의 일부가 되지 않았다. 르완다-우룬디는 나중에 르완다와 부룬디 2개 국가로 독립했고, 벨기에가 통제하던 독일령 동아프리카의 일부는 탕가니카 국가에 합류했으며, 그 후 탄자니아에 합병되었다.
제2차 세계 대전 중 벨기에령 콩고는 나치의 벨기에 점령 후 런던의 벨기에 망명 정부에게 중요한 수입원이 되었다. 1940년 5월 독일의 벨기에 점령에 이어 벨기에령 콩고는 런던의 벨기에 망명 정부에 충성한다고 선언했다. 벨기에령 콩고와 나머지 자유 벨기에군은 영국 본토 항공전에서 RAF에 28명의 조종사 (349 전대)와 남아프리카 공군 (350 전대) 및 아프리카에서 연합국 측으로 전쟁을 지원했다. 공안군은 다시 아프리카에서 연합국 작전에 참여했다. 벨기에령 콩고 군대 (벨기에 장교 포함)는 특히 이탈리아령 동아프리카에서 이탈리아 식민지 군대에 맞서 싸웠고, 1940-1941년 제2차 동아프리카 전역 중 아소사, 볼타이, Saïo 공방전에서 길리아르트 소장 지휘 하에 승리했다. 1941년 7월 3일, 이탈리아 군대 (피에트로 가제라 장군 지휘 하)는 공안군에게 후방을 차단당하자 항복했다. 콩고 부대도 버마 전역에서 영국군과 함께 극동 전선에서 복무했다.

## 경제 정책
콩고의 경제적 착취는 식민지배자의 주요 우선 순위 중 하나였다. 이에 중요한 도구는 광물 및 농업 지역을 개방하기 위한 철도 건설이었다.

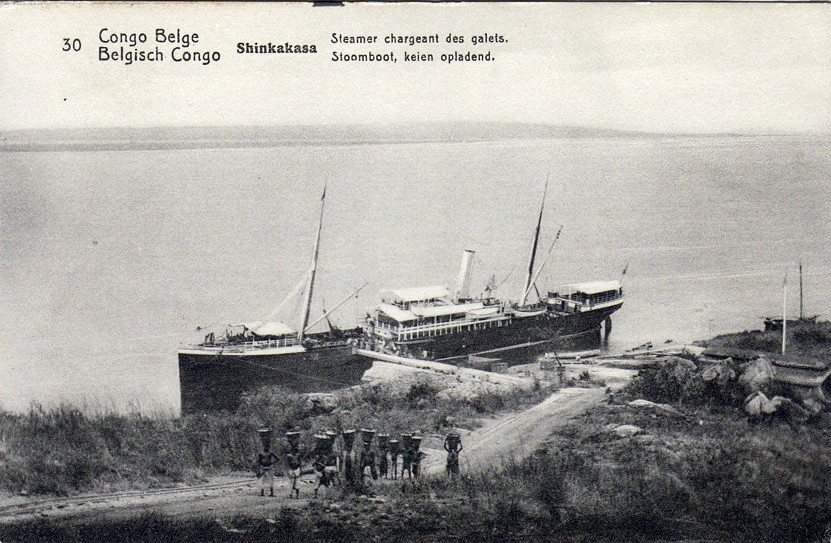
1912년 콩고 강에서 보마에 도착하는 증기선

### 제1차 세계 대전

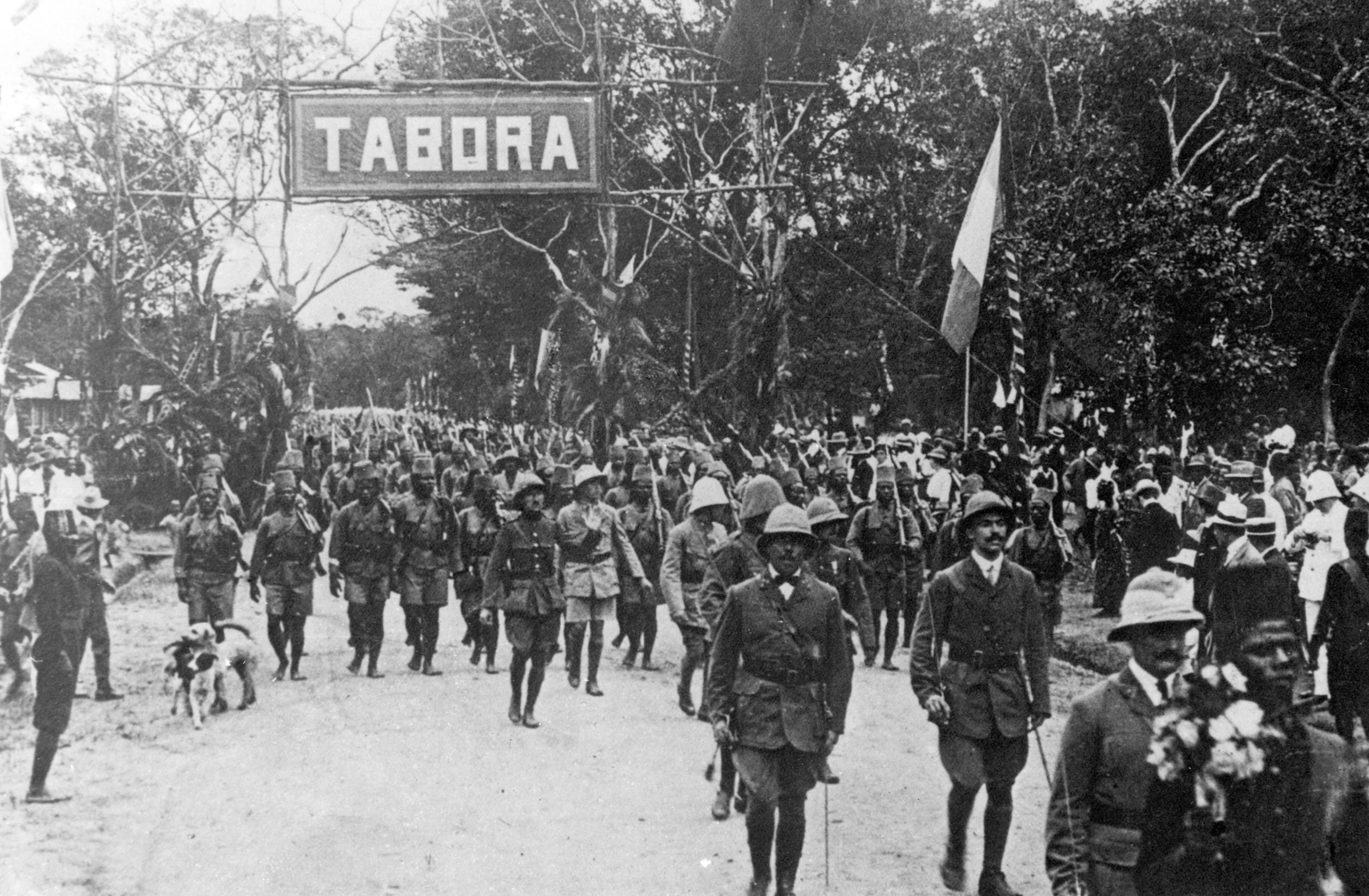
1916년 9월 19일 타보라 전투 후 콩고의 공안군 부대

고무는 오랫동안 벨기에령 콩고의 주요 수출품이었지만, 영국령 말라야와 같은 동남아시아 영국 식민지가 고무 농사를 시작하면서 20세기 초 수출 (가치 기준)에서 77%에서 15%로 중요성이 떨어졌다. 새로운 자원, 특히 카탕가주의 구리 채굴이 개발되었다. 구리 채굴을 지배하게 될 벨기에 소유의 카탕카 광산연합은 베이라의 바다까지 직통 철로를 사용했다. 제1차 세계 대전은 구리 수요를 늘렸고, 생산량은 1911년 997톤에서 1917년 27,462톤으로 급증한 후 1920년 19,000톤으로 감소했다. 루붐바시에서 제련소가 운영되었다. 전쟁 전에는 구리가 독일에 판매되었지만, 영국은 전시 생산량 전체를 구매했으며, 수익은 벨기에 망명 정부로 갔다. 다이아몬드 및 금 채굴도 전쟁 중 확대되었다. 영국 회사 레버 브라더스는 전쟁 중 팜유 사업을 크게 확장했으며, 코코아, 쌀, 목화 생산량도 증가했다. 새로운 철도 및 증기선 노선이 확대된 수출 물량을 처리하기 위해 개통되었다. 제1차 세계 대전 (1914–1918) 동안 "강제 재배" (cultures obligatoires) 체계가 도입되어 콩고 농민들이 수출용 상품으로 지정된 특정 환금 작물 (목화, 커피, 땅콩)을 재배하도록 강제했다. 지역행정관과 국가 농업 전문가는 싫어하는 강제 재배를 회피하는 농민들을 감독하고 필요한 경우 제재하는 임무를 맡았다.

### 전간기
벨기에 통치 기간 동안 콩고의 경제 기반 시설에 대한 두드러진 투자가 이뤄진 기간은 1920년대와 1950년대이다.

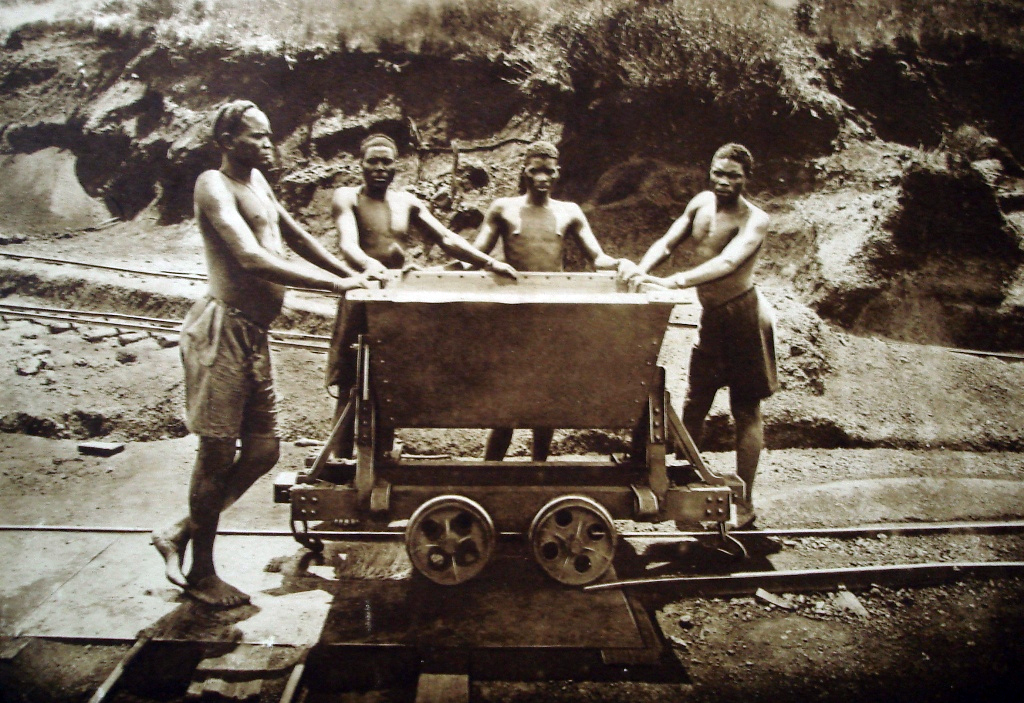
1920년대 르완다인 이주 노동자들이 카탕가의 키상가 광산 앞에서.

1921년, 벨기에 정부는 벨기에령 콩고에 3억 프랑의 대출을 제공하여 식민지 내 사기업의 붐을 지원하기 위한 공공 기반 시설 프로젝트에 자금을 지원했다. 벨기에 정부는  식민지에서 활동하는 많은 국영 기업 (킬로-모토 광산, 라 소시에테 나시오날 데 트랜스포트 플루비오 등)을 민영화했다. 제1차 세계 대전 이후, 운송 기반 시설 (예: 마타디와 레오폴드빌 사이의 철도 및 엘리자베스빌과 포르 프랑키 사이)에 대한 투자가 우선시되었다. 1920년부터 1932년까지 2,450 km의 철도가 건설되었다. 또한 정부는 보마, 마타디, 레오폴드빌 및 코킬하트빌 도시에 항만 기반 시설에 막대한 투자를 했다. 주요 도시의 전기 및 수도 시설에도 자금이 지원되었다. 공항이 건설되었고 브뤼셀과 레오폴드빌을 연결하는 전화선에 자금이 지원되었다. 정부는 벨기에령 콩고 투자액의 약 50%를 차지했으며, 상업 회사는 나머지 50%를 차지했다. 카탕카 광산연합 (U.M.H.K.)이 쥐고 있는 광업 산업은 대부분의 사적 투자를 유치했다 (카탕가에서는 구리와 코발트, 카사이에서는 다이아몬드, 이투리에서는 금). 이는 특히 벨기에 소시에테제네랄이 벨기에령 콩고에 경제 제국을 건설할 수 있게 했다. 막대한 이익은 사기업에 의해 발생했으며 그 상당 부분은 배당금 형태로 유럽 및 기타 국제 주주에게 유출되었다.

벨기에령 콩고의 철도 및 항해 가능한 수로망

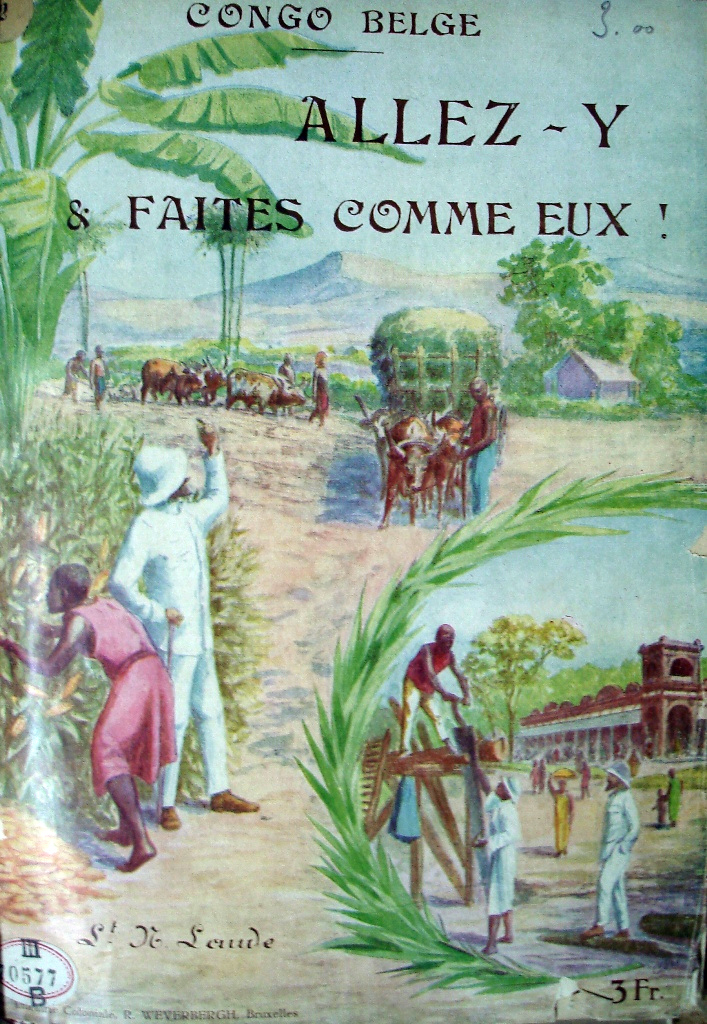
1920년대 초 식민지부가 제작한 선전 전단지

1920년대의 경제 호황 동안 많은 젊은 콩고 남성들이 종종 빈곤한 시골 마을을 떠나 도시 근처의 회사에 고용되었다. 킨샤사의 인구는 1920년부터 1940년까지 거의 두 배로 늘었고, 엘리자베스빌의 인구는 1923년 약 16,000명에서 1929년 33,000명으로 증가했다. 필요한 노동력은 전문 채용 회사 (로버트 윌리엄스 & 컴퍼니, 부르스 뒤 트라베일 카사이 등)이 모집했고, 일부 경우에는 정부 채용 사무소 (오피스 데 트라베일-오피트라 등)의 지원을 받았다. 카탕가에서는 주요 노동력이 탕가니카, 포르투갈령 앙골라, 북로디지아에서 온 계절 이주 노동자였고, 1926년 이후에는 르완다-우룬디에서도 왔다.
많은 경우, 이러한 대규모 노동력 이주는 농촌 지역 사회의 경제적 생존 가능성에 영향을 미쳤다. 많은 농부들이 마을을 떠나면서 교외 지역에서 노동력 부족을 초래했다. 이러한 문제를 해결하기 위해 식민지 정부는 벨기에령 콩고의 모든 지역에서 모집할 수 있는 "건장한 노동자"의 최대 할당량을 사용했다. 이러한 방식으로 인구 밀도가 높은 지역에서 온 수만 명의 노동자가 인구 밀도가 낮은 남부 (카탕가주)의 구리 광산에 고용되었다. 농업에서도 식민지 국가는 생산의 급격한 합리화를 강제했다. 국가는 소위 "미사용 토지" (지역 주민이 직접 사용하지 않는 토지)를 인수하고 유럽 회사, 개인 백인 지주 (colons), 또는 선교회에 영토를 재분배했다. 이러한 방식으로 광범위한 플랜테이션 경제가 발전했다. 콩고의 팜유 생산량은 1914년 2,500톤에서 1921년 9,000톤, 1957년 230,000톤으로 증가했다. 목화 생산량은 1932년 23,000톤에서 1939년 127,000톤으로 증가했다.
자본주의 식민지 경제에서 아프리카 노동력의 동원은 벨기에령 콩고에서 화폐 사용을 확산시키는 데 중요한 역할을 했다. 기본적인 생각은 콩고의 발전이 벨기에 납세자가 아닌 콩고인 스스로가 부담해야 한다는 것이었다. 식민지 국가가 콩고인들에게 돈으로 세금을 징수할 수 있으려면 콩고인들이 식민지 경제 틀 안에서 생산물이나 노동력을 팔아 돈을 벌 수 있는 것이 중요했다.
1920년대의 경제 호황은 벨기에령 콩고를 전 세계 주요 구리 생산국 중 하나로 만들었다. 1926년 한 해에만 유니온 미니에르는 8만 톤 이상의 구리 광석을 수출했으며, 그 상당 부분이 호보컨 (벨기에)에서 가공되었다. 1928년 알베르 1세 국왕은 카탕가 광산 지역을 철도 (포르 프랑키까지)와 하천 운송 (포르 프랑키에서 레오폴드빌까지)을 통해 대서양 항구인 마타디와 연결하는 소위 '국영도로' 개통을 위해 콩고를 방문했다.

### 대공황
1930년대의 대공황은 원자재 및 농산물에 대한 국제 수요 감소 (예: 땅콩 가격이 1.25 프랑에서 25 상팀으로 하락)로 인해 수출 기반의 벨기에령 콩고 경제에 심각한 영향을 미쳤다. 카탕가주 광산 지역과 같은 일부 지역에서는 고용이 70% 감소했다. 국가 전체적으로는 임금 노동 인구가 72,000명 감소했으며, 많은 노동자들이 마을로 돌아갔다. 레오폴드빌에서는 이러한 노동 이주로 인해 인구가 33% 감소했다. 농촌 지역의 상황을 개선하기 위해 식민지 정부는 "원주민 농촌 프로그램"이라는 프로그램을 개발했는데, 이는 수출 수요 변동에 덜 의존하는 더 강력한 내수시장 개발을 지원하는 동시에 강제 재배 계획으로 인한 침식 및 토양 소진의 재앙적인 영향을 막기 위한 것이었다. 이 정책은 제2차 세계 대전 후 식민지 정부의 의지로 콩고 전역에서 대규모로 시행되기 시작했다. 이 계획은 개별 가족에게 토지를 할당하고 선택된 씨앗, 농업 조언, 비료 등의 형태로 정부 지원을 제공하여 원주민 농업을 현대화하는 것을 목표로 했다. 1934년에 설립된 국립 농업연구소는 양감베에 있는 대규모 실험 농장과 연구실을 통해 작물 선택 및 농업 연구와 노하우 보급에 중요한 역할을 했다.

### 제2차 세계 대전

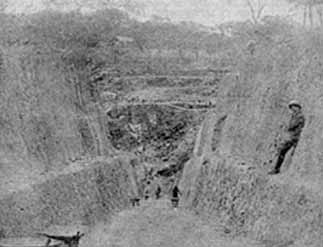
맨해튼 계획에 사용된 우라늄의 대부분은 신콜로브웨 광산에서 생산되었다.

제2차 세계 대전 기간 산업 생산량과 농산물 생산량이 급격히 증가했다. 콩고 인구는 "전쟁 노력"의 직격탄을 맞았는데, 예를 들어 강제 재배 정책의 강화 등을 통해서였다. 말라야가 일본에 함락된 후 (1942년 1월), 벨기에령 콩고는 연합국에 고무를 공급하는 중요한 공급원이 되었다. 벨기에령 콩고는 제2차 세계 대전 (및 냉전) 중 미국에 우라늄을 수출하는 주요 수출국 중 하나가 되었으며, 특히 신콜로브웨 광산에서 생산된 우라늄이 중요했다. 이 식민지는 맨해튼 계획에 사용된 우라늄을 제공했으며, 1945년 일본 도시 히로시마와 나가사키에 투하된 원자폭탄에도 사용되었다.

### 제2차 세계 대전 이후

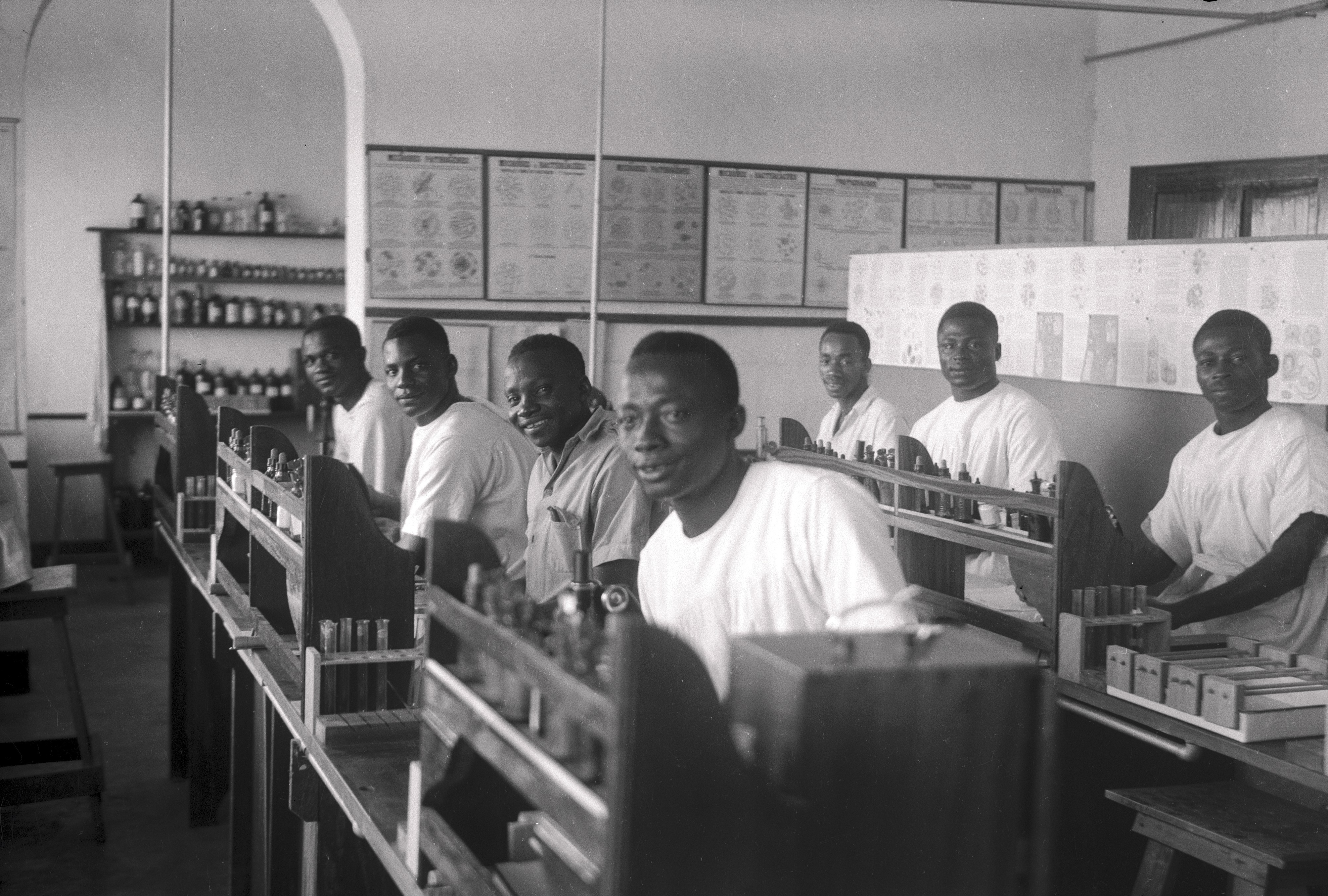
1930-1950년경 야쿠수 의과 대학의 교육 실험실 학생들

제2차 세계 대전 이후 식민지 국가는 벨기에령 콩고의 경제 및 사회 발전에 더 적극적으로 참여했다. 1949년 벨기에 정부는 야심찬 10개년 계획을 시작했다. 이 계획은 주택 건설, 에너지 공급, 농촌 개발, 보건 시설에 중점을 두었다. 10개년 계획은 강력한 경제 성장의 10년을 이끌었으며, 이로 인해 콩고인들은 처음으로 상당한 규모로 혜택을 받기 시작했다. 동시에 경제가 확대되었고 벨기에 국적자 수는 1950년 39,000명에서 1960년까지 88,000명 이상으로 두 배 이상 증가했다.
1953년, 벨기에는 콩고인들에게 처음으로 자신의 이름으로 사유 재산을 매매할 권리를 부여했다. 1950년대에는 작지만 꾸준히 성장하는 콩고 중산층이 거주하는 대도시 (레오폴드빌, 엘리자베스빌, 스탠리빌, 룰루아부르그)에 등장했다.
1950년대 말에는 아프리카의 열망으로 강제된 급속한 정치 발전이 있었고, 이는 1960년 벨기에령 콩고 총선거로 절정에 달했다.

## 문명화 사명

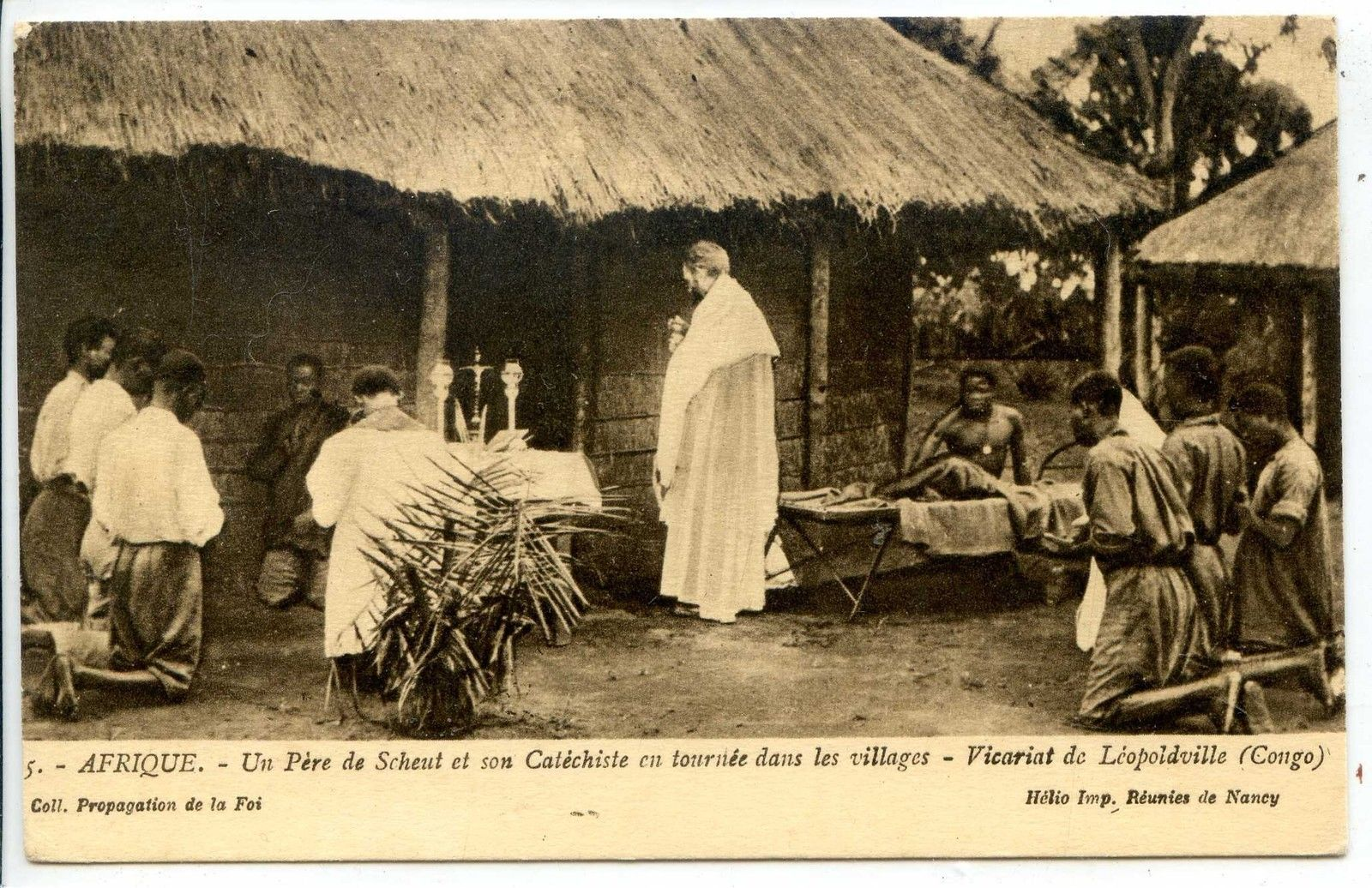
1920년경 레오폴드빌 인근을 순회하는 쉐티스트 선교사

부족 전쟁, 식인 풍습, 인신 공희, 인간 기념품 전시, 중혼 등 다른 "원시적" 관습이 흔히 일어났다고 가정하는 아프리카 식민주의의 정당성은 종종 유럽 문화의 문명화 영향을 핵심 논거로 내세웠다. 콩고에서의 문명화 사명은 경제 및 교육 발전과 함께 이루어졌다. 가톨릭으로의 개종, 기본적인 서구식 교육, 개선된 보건 서비스는 그 자체로 목표였지만, 동시에 유럽인이 원시 사회로 여겼던 것을 서구 자본주의 모델로 변화시키는 데 도움이 되었다. 이 모델에서는 훈련되고 건강하며 읽고 쓰는 법을 배운 노동자가 노동 시장에 동화될 수 있었다. 아프리카에 대한 첫 번째 주목할 만한 선교는 19세기 후반부터 20세기 초까지 데이비드 리빙스턴과 존 M. 스프링어가 이루어냈다.

### 교육

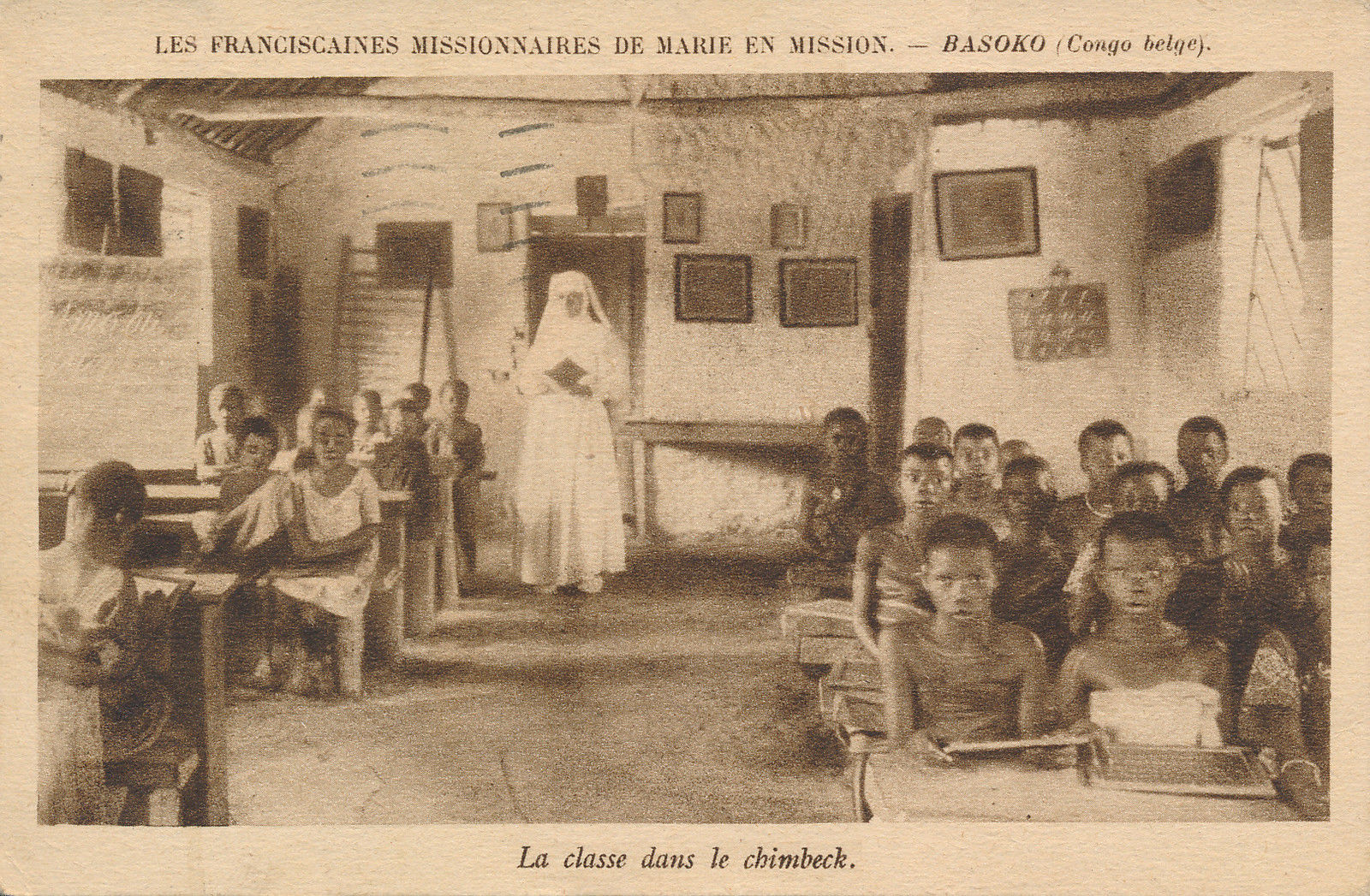
마리아의 프란치스코 선교 수녀회 교육 (c. 1930)

교육 시스템은 로마 가톨릭교회가 지배했으며 (당시 벨기에 나머지 지역과 마찬가지로), 드물게 개신교 교회도 있었다. 교육 과정은 기독교 및 서구 가치를 반영했다. 1948년에도 교육 시설의 99.6%는 기독교 선교회에서 운영했다. 원주민 교육은 주로 종교 및 직업 교육이었다. 아이들은 읽기, 쓰기, 기본적인 수학과 같은 기초 교육을 받았다. 벨기에령 콩고는 키콩고, 링갈라어, 칠루바어, 스와힐리어와 같은 지역 언어가 초등학교에서 가르쳐진 몇 안 되는 아프리카 식민지 중 하나였다. 그럼에도 불구하고 언어 정책과 식민지 지배는 종종 함께 진행되었는데, 이는 공안군에서 흔하게 사용하여 퍼진 반인공어인 링갈라어가 로몽고어 등 더 지역적인 (하지만 더 오래된) 원주민 언어보다 선호되었던 것에서 드러난다.
1940년에는 6세에서 14세 사이 아동의 학교 등록률이 12%였으며, 1954년에는 37%에 달해 당시 사하라 이남 아프리카의 다른 어떤 국가보다 높았다. 원주민을 위한 중등 및 고등 교육은 식민지 시대 후반이 되어서야 상대적으로 늦게 발전했다. 흑인 아동은 소수였지만 1950년부터 유럽 학교에 입학하기 시작했다. 벨기에령 콩고의 첫 번째 대학인 레오폴드빌 근처의 가톨릭 예수회 러바넘 대학은 1954년 흑인과 백인 학생들에게 문을 열었다. 루바니움 설립 전에 뢰번 가톨릭 대학교 (1835–1968)는 벨기에령 콩고에 여러 고등 교육 기관을 이미 운영하고 있었다. Fomulac (Fondation médicale de l'université de Louvain au Congo)은 1926년에 콩고 의료 인력과 열대 의학 전문 연구자를 양성하기 위해 설립되었다. 1932년 뢰번 가톨릭 대학교는 키산투에 Cadulac (Centres agronomiques de l'université de Louvain au Congo)을 설립했다. Cadulac은 농업 과학을 전문으로 하며 나중에 허바넘 대학의 기초가 되었다. 1956년에는 엘리자베스빌에 국립 대학교가 설립되었다. 그러나 진행은 느렸다. 1950년대 말까지 콩고인은 공안군의 부사관 계급 이상으로 진급한 사람이 없었고, 행정부의 책임 있는 직위 (사무국장이나 영토 행정관 등)에 임명된 사람도 없었다.
1950년대 말, 학교 연령 청소년의 42%가 글을 읽을 수 있었는데, 이는 당시 아프리카 어떤 나라보다 벨기에령 콩고를 훨씬 앞서게 했다. 1960년에는 벨기에령 콩고 전역의 학교에 1,773,340명의 학생이 등록했는데, 그중 1,650,117명이 초등학교, 22,780명이 후기 초등학교, 37,388명이 중등학교, 1,445명이 대학 및 고등 교육에 등록했다. 이 1,773,340명의 학생 중 대다수 (1,359,118명)는 가톨릭 선교 학교에, 322,289명은 개신교 선교 학교에, 68,729명은 주에서 조직한 교육 기관에 등록했다.

### 보건 체계

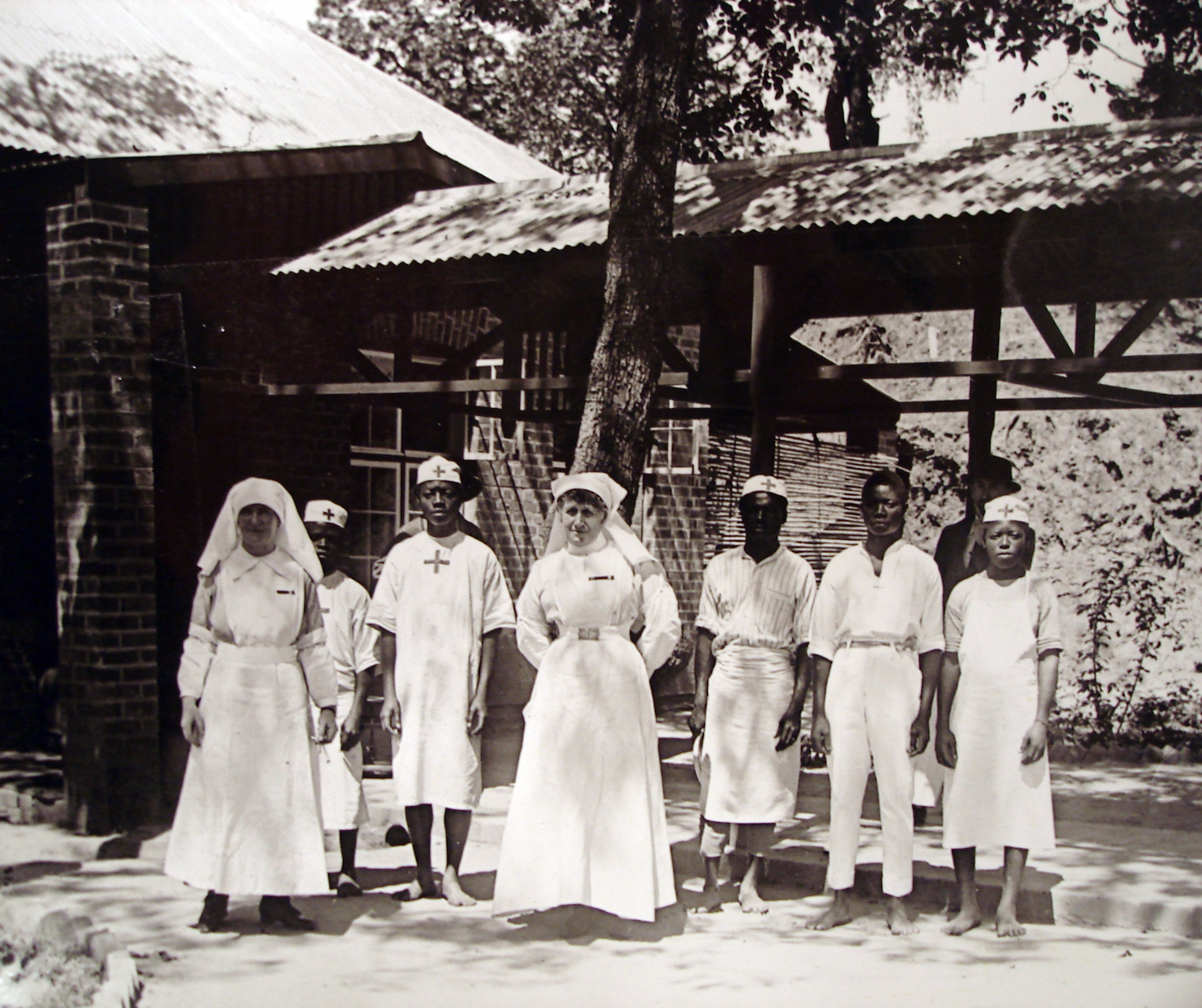
Union Minière du Haut-Katanga 간호사들과 콩고인 보조원들, 엘리자베스빌, 1918년

보건 체계도 주로 선교회가 지원했지만, 식민지 국가는 점차 더 많은 관심을 보였다. 1906년 브뤼셀에 열대 의학 연구소가 설립되었다. ITM은 열대 의학 교육 및 연구와 개발도상국 보건 서비스 조직을 위한 세계 최고의 연구소 중 하나였으며 지금도 그렇다. 수면병과 같은 풍토병은 대규모의 지속적인 캠페인을 통해 거의 박멸되었다.
1925년 의사 선교사인 아서 루이스 파이퍼 박사는 수면병 치료제인 록펠러 재단의 트리파르사미드를 처음으로 사용하고 이를 콩고로 가져왔다. 보건 시설은 식민지 기간 동안 꾸준히 확대되었으며, 인구 대비 비교적 높은 병상 가용성을 보이며 가장 외딴 지역에 설치된 진료소들이 있었다. 1960년 국가의 의료 인프라는 당시 다른 어떤 아프리카 국가보다 훨씬 뛰어났다. 벨기에령 콩고에는 3,000개의 의료 시설이 있었으며, 그중 380개가 병원이었다. 1,000명당 5.34개의 병상이 있었다 (187명당 1개). 풍토병 퇴치에도 큰 진전이 있었는데, 수면병 보고 건수는 1931년 34,000건에서 1959년 1,100건으로 감소했으며, 이는 주로 인구 밀집 지역에서 체체파리를 박멸했기 때문이었다. 벨기에령 콩고의 모든 유럽인과 콩고인은 소아마비, 홍역, 황열 예방 접종을 받았다. 소아마비, 나병, 결핵을 박멸하기 위한 광범위한 질병 예방 프로그램이 시행되었다. 초등학교에서는 질병 예방 캠페인이 시행되었고, 질병 예방 수업이 교육 과정의 일부였다.

### 사회적 불평등 및 인종 차별

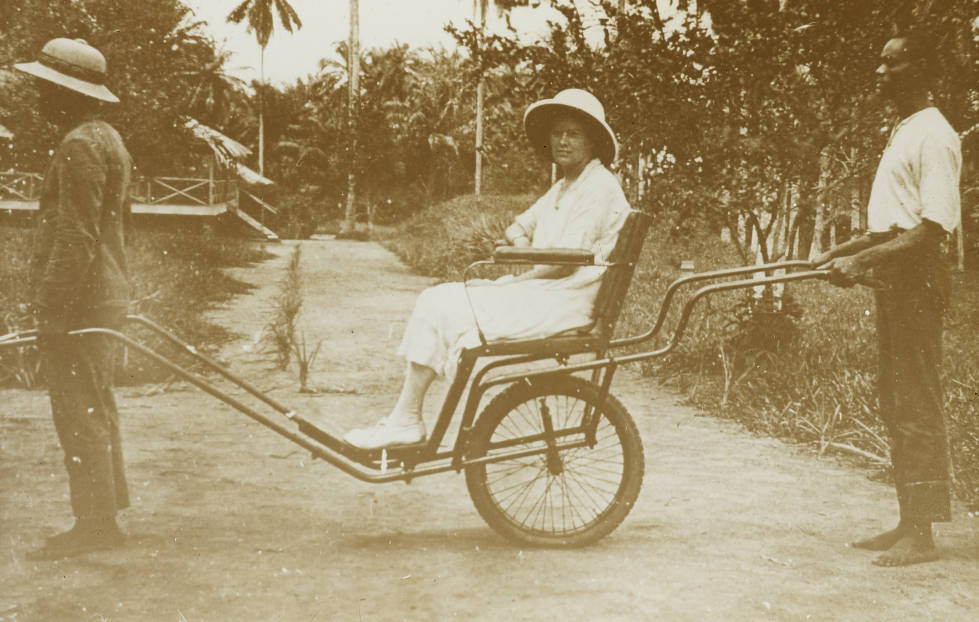
1920-1930년경 콩고 남성들에게 인력거를 끌게 하는 여성 선교사

콩고에는 "암묵적 아파르트헤이트"가 존재했다. 식민지에는 콩고인 도시 거주자를 위한 통행금지가 있었고, 이와 유사한 인종 제한이 흔했다. 레오폴드빌의 인종차별적 통행금지 시스템은 특히 주목할 만했으며, 인근의 프랑스령 적도 아프리카와 같은 다른 유럽 식민지에서 청사진으로 사용되었다. 인종 분리를 강요하고 백인이 자주 찾는 시설에 흑인의 출입을 금지하는 특정 법률은 없었지만, 사실상의 인종 분리는 대부분의 지역에서 이루어졌다. 예를 들어, 처음에는 도심은 백인 인구만을 위해 사용할 수 있었고, 흑인 인구는 원주민 도시(원주민 거주지라고 불리는 'le belge')에 조직되었다. 병원, 백화점 및 기타 시설은 종종 백인 또는 흑인을 위해 따로따로 운영되었다. 공안군에서는 흑인이 부사관 계급을 진출할 수 없었다. 도시에 사는 흑인 인구는 밤 9시부터 새벽 4시까지 집을 떠날 수 없었다. 이러한 종류의 분리는 1950년대에 이르러서야 점차 사라지기 시작했지만, 그때조차도 콩고인들은 많은 면에서 2류 시민으로 대우받거나 그렇게 느꼈다 (예: 정치적, 법적 측면).

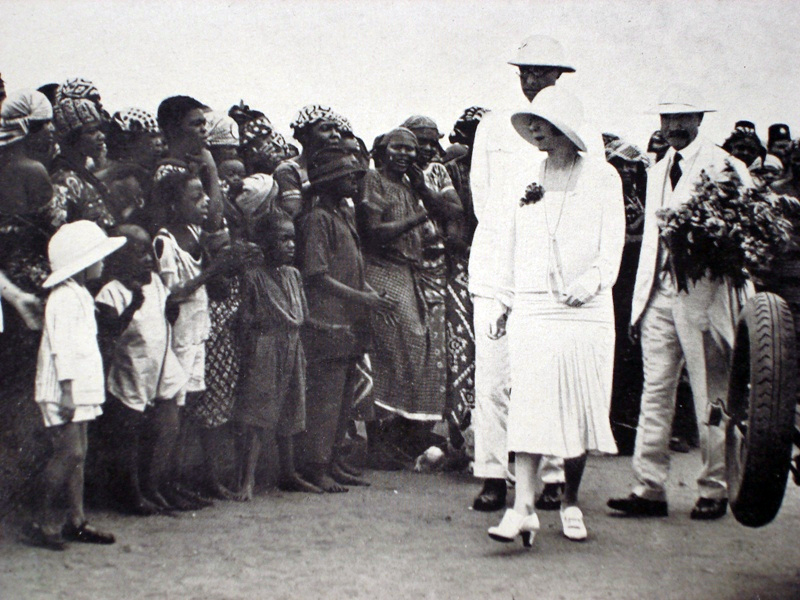
알베르 1세 국왕과 엘리자베트 왕비가 1928년 벨기에령 콩고 방문 중 레오폴드빌 군사 기지를 시찰하고 있다.

경제 발전과 '문명화 사명' 사이의 밀접한 상호 연관성, 그리고 실제로 국가 관리, 선교사, 사기업 경영진이 항상 서로 도왔기 때문에, 벨기에령 콩고가 식민지 국가, 기독교 선교회, 벨기에 소사이테제네랄을 포괄하는 "식민지 삼위일체" (왕-교회-자본)에 따라 통치되었다는 이미지가 형성되었다.
식민지 정책을 뒷받침하는 온정주의적 이념은 피에르 리크만스 총독 (1934–46)이 사용한 격언인 Dominer pour servir ("봉사하기 위해 지배한다")으로도 볼 수 있다. 식민지 정부는 자비롭고 갈등 없는 행정과 벨기에령 콩고가 진정한 모델 식민지라는 이미지를 전달하고자 했다. 이러한 온정주의적 태도는 1950년대에 이르러서야 변화하기 시작했다. 1950년대에는 콩고인을 대상으로 한 가장 노골적인 차별 조치들이 점진적으로 철회되었다 (이 중: 두려운 치코테, 포르투갈어로 채찍을 뜻하는 채찍 체벌). 1953년부터, 그리고 1955년 보두앵 국왕의 식민지 방문 성공 후에는 더욱 가속화되었고 레옹 페티용 (1952–1958) 총독은 흑인과 백인이 동등하게 대우받는 "벨기에-콩고 공동체"를 만들려고 노력했다. 그럼에도 불구하고 인종간 결혼 금지법은 유지되었으며, 1959년부터 1962년까지 수천 명의 혼혈 콩고 아동이 벨기에 정부와 가톨릭 교회가 강제로 콩고에서 벨기에로 이송되었다.
1957년, 흑인 유권자들에게 열린 첫 번째 시의회 선거가 레오폴드빌, 엘리자베스빌, 자도빌 등 소수의 대도시에서 열렸다.

### 노예제 폐지
벨기에 자유국에서 벨기에인들은 1886-1892년에 동콩고의 스와힐리어 아랍 노예 소유주와 노예 상인들로부터 수천 명의 남성, 여성, 어린이 노예를 해방시키고 민병대인 F공안군에 입대시켰거나 동맹 부족장들에게 죄수로 넘겨져 벨기에 징집 노동자들을 위한 노동자로 주어졌다. 벨기에령 콩고가 설립되었을 때, 물품 노예제는 1910년에 법적으로 폐지되었지만, 죄수들은 공공 및 사적 작업 프로젝트를 위해 강제 노동자로 징집되었다.

## 저항 운동
식민주의에 대한 콩고의 반대는 지속적이고 끊임없이 다양한 형태로 나타났다. 현대적인 사상과 교육이 확산되면서 그 가능성은 더 커졌다. 무장 봉기는 제2차 세계 대전이 끝날 때까지 산발적이고 지역적으로 발생했다 (예: 1931년 펜데족 반란, 1944년 룰루아부르그의 폭동). 제2차 세계 대전이 끝난 후 1950년대 말까지 식민지 선전이 "벨기에 평화"라고 불렀던 시대가 지배적이었다. 1960년 식민지 통치가 끝날 때까지 수동적인 형태의 저항과 반식민지 하위 문화의 표현은 다양하고 광범위했다 (예: 벨기에인에 의해 투옥된 '예언자' 시몽 킴방구 이후의 킴방구주의).
콩고인들 사이의 적극적 및 수동적 저항 외에도 식민지 정권은 시간이 지남에 따라 내부 비판과 반대를 불러일으켰다. 이미 1920년대에 브뤼셀의 식민지 평의회 일부 회원 (그중 옥타브 루어)은 광산 지구의 주요 회사들이 사용하는 종종 잔혹한 모집 방법에 대해 비판의 목소리를 냈다. 수면병과 같은 풍토병과의 싸움에서 눈부신 성공에도 불구하고 많은 지역에서 인구 증가가 정체된 것도 우려의 또 다른 원인이었다. 시골 지역의 낮은 출산율과 특정 지역의 인구 감소는 일반적으로 강제 노동 이주 및 강제 재배로 인한 전통 공동체 생활의 파괴 때문이라고 여겨졌다. 종종 이러한 정책의 목표가 그것이었고, 도시 인구 증가뿐만 아니라 현대 의학과 생활 환경으로 인한 건강과 수명 개선을 지적하는 응답이 있었다. 콩고 마을 사람들과 매일 접촉하는 많은 선교사들은 전환기에서의 그들의 곤경을 마음속에 새기고 때로는 식민지 행정부와 그들을 위해 개입했다 (예: 토지 소유 문제).
선교회와 특정 영토 행정관들은 또한 콩고 문화 및 언어 전통과 유물의 연구 및 보존에 중요한 역할을 했다. 많은 예 중 하나는 1937년에 중앙 콩고 분지의 몽고족의 언어, 민족지학적, 역사적 연구에 전념하는 정기간행물 Aequatoria를 창간한 구스타프 훌스타르트 신부 (1900-1990)이다. 식민지 국가는 제2차 세계 대전 이후, 특히 중앙아프리카 과학 연구소 (IRSAC, 1948) 설립을 통해 콩고의 문화 및 과학 연구에 관심을 가졌다.

## 독립을 향하여
1950년대 초반 콩고 엘리트들, 대중들은 말할 것도 없이 정치적 해방은 요원한 일처럼 보였다. 그러나 콩고가 제2차 세계 대전 이후 전 세계 식민주의에 심각한 영향을 미친 급속한 변화에 영원히 면역될 수 없다는 것은 명백했다. 1945년 직후 아시아에서 영국, 프랑스, 네덜란드 식민지들의 독립은 콩고에 즉각적인 영향을 거의 미치지 않았지만, 유엔에서는 벨기에 (다른 식민지 강대국들과 마찬가지로)에 대한 압력이 증가했다. 벨기에는 자결권을 옹호하는 유엔 헌장 제73조를 비준했으며, 양대 강국은 벨기에에 콩고 정책 개혁을 압박했다. 벨기에 정부는 이를 식민지 정책에 대한 '간섭'이라고 주장하며 저항하려고 노력했다.
식민지 당국은 콩고인의 상황을 개선할 방법을 논의했다. 1940년대부터 식민지 정부는 '에볼루에'라고 불리는 제한된 엘리트들에게 더 많은 시민권을 부여하는 매우 겸손한 실험을 했으며, 결국 제한적인 정치적 영향력을 부여할 가능성을 제시했다. 이를 위해 "자격 있는" 콩고인들은 "시민 공로" 증명 또는 '이매트리큘라시옹' (등록), 즉 유럽 문명에 대한 그들의 동화의 공식적인 증거를 신청할 수 있었다. 이 지위를 얻으려면 신청자는 엄격한 조건 (일부다처 결혼, 선행 증거 등)을 충족하고 엄격한 통제 (가정 방문 포함)를 받아야 했다. 이 정책은 실패했다. 1950년대 중반까지 시민 공로 학위를 성공적으로 취득하거나 '이매트리큘라시옹'을 부여받은 콩고인은 기껏해야 수천 명에 불과했다. 이에 부수된 것으로 여겨지는 혜택(백인 인구와의 동등한 법적 지위 포함)은 종종 이론에 불과했고 '에볼루에'들에게 공개적인 불만을 야기했다. 페티용 총독이 원주민들에게 더 많은 시민권, 심지어 투표권까지 부여하여 "벨기에-콩고 공동체"라고 명명한 것을 만들겠다고 말하기 시작했을 때, 그의 아이디어는 브뤼셀의 무관심과 콩고에 있는 일부 벨기에인들의 공개적인 적대감에 부딪혔다. 그들은 자신의 특권을 두려워했다.
벨기에 정부가 콩고와 관련하여 전략적인 장기 비전이 부족하다는 것이 점점 더 명백해졌다. '식민지 문제'는 식민지가 번영하고 조용해 보이는 한 벨기에에서 많은 관심이나 정치적 논쟁을 불러일으키지 않았다. 주목할 만한 예외는 젊은 보두앵 국왕이었다. 그는 1951년 레오폴드 3세가 퇴위해야 했던 극적인 상황에서 아버지 레오폴드 3세의 뒤를 이었다. 보두앵은 벨기에령 콩고에 큰 관심을 보였다.
1955년 벨기에령 콩고에 대한 첫 번째 국빈 방문에서 보두앵 국왕은 앙드레 코뱅의 다큐멘터리 영화 <보와나 키토코>에 담긴 것처럼 백인과 흑인 모두의 환영받는 환영을 받았다. 더 맨체스터 가디언의 국제 특파원이나 타임 기자를 포함한 외국 관측통은 벨기에의 온정주의가 "효과가 있는 것처럼 보였고" 벨기에의 충성스럽고 열광적인 식민지 신민과 불안정한 프랑스 및 영국 식민지를 대조했다. 방문 기간 동안 보두앵 국왕은 총독의 "벨기에-콩고 공동체" 비전을 공개적으로 지지했지만, 실제로는 이 아이디어가 천천히 진행되었다. 동시에 벨기에의 분열적인 이념적 및 언어적 문제는 지금까지 식민지 문제와 관련이 없었지만 콩고에도 영향을 미치기 시작했다. 여기에는 노동자들 사이의 노동 조합주의 부상, 선교회의 교육 독점을 깨기 위한 공립 (국립) 학교 설립 요구, 그리고 벨기에의 두 국어인 프랑스어와 네덜란드어를 식민지에서 동등하게 대우해야 한다는 요구가 포함되었다. 그때까지 프랑스어는 유일한 식민지 언어로 홍보되었다. 총독은 이러한 분열적인 문제가 콩고인들 앞에서 식민지 정부의 권위를 훼손하고, 진정한 해방이라는 더 시급한 필요성에서 관심을 돌릴 것을 우려했다.

### 정치 조직

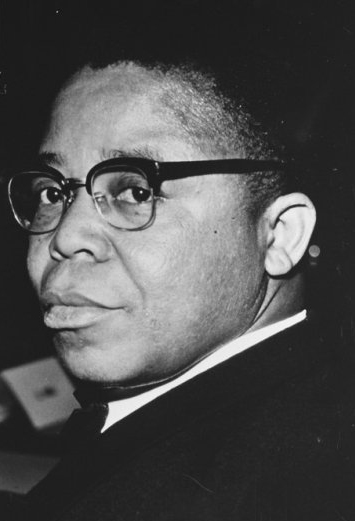
ABAKO 지도자이자 콩고 공화국 (레오폴드빌) 초대 민주적 선출 대통령인 조제프 카사부부

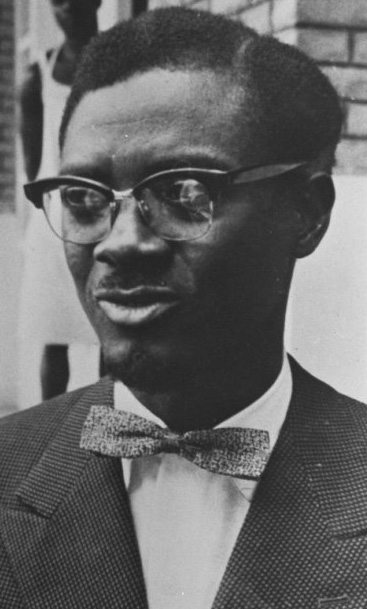
콩고 공화국 (레오폴드빌) 초대 민주 선출 총리인 파트리스 루뭄바

콩고인들이 제2차 세계 대전에 참여하고 다른 식민지의 변화 소식을 접하면서 그들은 더 많은 권력을 얻기 위해 조직되기 시작했다. 식민지 정부가 급진적이고 신뢰할 만한 변화를 도입하지 못하자 콩고 엘리트들은 사회적으로, 곧 정치적으로도 스스로를 조직하기 시작했다. 1950년대에는 콩고 엘리트들 사이에서 두 가지 뚜렷하게 다른 형태의 민족주의가 부상했다. (벨기에 당국이 어느 정도 눈감아 주었던) 민족주의 운동은 독립 후 벨기에령 콩고가 정치적으로 통일된 국가가 될 것이라는 영토 민족주의를 주장했다.
이에 반대하여 서해안의 바콩고 지역, 카사이, 카탕가주에서 자리 잡은 민족 종교적 및 지역 민족주의가 있었다. 첫 번째 정치 조직은 후자 유형이었다. 1950년 아소시아시옹 퀼튀렐 데 바콩고로 설립된 ABAKO는 처음에는 문화 협회였지만 곧 정치화되었다. 1950년대 중반부터 벨기에 식민지 통치에 대한 목소리 높은 반대자가 되었다. 또한 이 조직은 바콩고족의 주요 민족 종교 단체 역할을 계속했으며, 하콩고 지역에서 매우 인기 있던 킴방구주의 교회와 밀접하게 얽혔다.
1955년 벨기에 교수 앙투안 반 빌센은 <벨기에령 아프리카 정치 해방을 위한 30년 계획>이라는 논문을 발표했다. 이 계획은 벨기에인들을 대체할 교육받은 엘리트를 만드는 데 걸릴 것으로 예상되는 30년에 걸쳐 콩고의 점진적인 해방을 요구했다. 벨기에 정부와 많은 '에볼루에'들은 이 계획에 대해 의심을 품었다. 전자는 결국 콩고를 포기해야 한다는 것을 의미했기 때문이고, 후자는 벨기에가 앞으로 30년 동안 계속 통치할 것이기 때문이었다. 가톨릭 '에볼루에' 그룹은 <콩고의 의식>이라는 콩고 잡지에 게재된 온건한 선언문을 통해 이 계획에 긍정적으로 반응했으며, 콩고인들의 참여 범위에 대한 문제를 제기했다.
1957년, 실험 삼아 식민지 정부는 레오폴드빌, 엘리자베스빌, 자도빌 세 도시 중심에서 콩고인들이 공직에 출마하고 투표할 수 있도록 허용한 첫 지방선거를 조직했다. 1957-58년의 사건들은 정치적 해방 요구의 갑작스러운 가속화로 이어졌다. 1957년의 가나 독립과 1958년 8월 레오폴드빌 반대편의 프랑스령 콩고 수도인 브라자빌에 대한 드 골 대통령의 방문은 프랑스의 아프리카 식민지들에게 프랑스와의 지속적인 연합 또는 완전 독립 사이의 자유로운 선택을 약속했으며 콩고에 야망을 불러일으켰다. 1958년 브뤼셀에서 조직된 세계 박람회 (엑스포 58)는 벨기에를 처음으로 방문하게 된 많은 콩고 지도자들에게 또 다른 깨달음의 계기가 되었다.
1958년에 독립 요구는 빠르게 급진화되었고 추진력을 얻었다. 핵심적인 역할은 콩고국민운동 (MNC)이 수행했다. 1956년에 처음 설립된 MNC는 1958년 10월 독립 후 단일 중앙 집권적 콩고 국가를 목표로 하는 국민 정당으로 설립되었다. 가장 영향력 있는 지도자는 카리스마 있는 파트리스 루뭄바였다. 1959년, 알베르크 칼로지와 다른 MNC 지도자들이 더 온건한 정치적 입장을 선호하면서 내부 분열이 촉발되었다 (분파는 MNC-카롱지로 간주되었다). 당의 조직적 분열에도 불구하고 루뭄바의 좌파 파벌 (현재 MNC-루뭄바)과 MNC는 집단적으로 벨기에령 콩고에서 가장 중요하고 영향력 있는 정당으로 자리잡았다. 벨기에는 루뭄바의 좌파적 견해에 맹렬히 반대했고, 루뭄바의 MNC가 집권할 경우 재정적 이익의 지위에 대해 심각한 우려를 표명했다.

### 독립
벨기에 정부가 콩고 인구의 정치적 해방을 점진적으로 확대하는 프로그램을 논의하는 동안 발샌란 여러 사건으로 압도당했다. 1959년 1월 4일, ABAKO가 레오폴드빌에서 조직한 금지된 정치 시위가 통제를 벗어났다. 순식간에 식민지 수도는 광범위한 폭동에 휩싸였다. 정부가 질서를 회복하는 데 며칠이 걸렸고, 가장 보수적인 집계로도 수백 명이 사망했다. 폭력 사태의 발생은 콩고와 벨기에 모두에 충격을 안겨주었다. 1월 13일, 보두앵 국왕은 라디오로 국민에게 연설하며 벨기에가 콩고의 완전 독립을 "지체 없이, 그러나 무책임한 서두름 없이" 추진할 것이라고 선언했다.

독립 날짜를 특정하지는 않았지만, 가스통 에이스컨스 총리 정부는 수년간의 전환 기간을 염두에 두고 있었다. 그들은 1959년 12월에 지방선거가, 1960년 또는 1961년에 총선거가 열릴 것이며, 그 후 행정 및 정치적 책임이 콩고인들에게 점진적으로 이관될 것이라고 생각했으며, 이 과정은 대략 1960년대 중반까지 완료될 것으로 예상했다. 하지만 현지에서는 상황이 훨씬 더 빠르게 변화하고 있었다. 점차적으로 식민지 행정부는 세금 납부 거부와 같은 다양한 형태의 저항을 맞닿들였다. 일부 지역에서는 무정부 상태가 위협했다. 동시에 콩고에 거주하는 많은 벨기에인은 독립에 반대하며 브뤼셀에 배신감을 느꼈다. 콩고의 요구가 급진화됨에 따라 정부는 점진적이고 신중하게 계획된 전환의 가능성이 급격히 줄어들고 있다고 보았다.

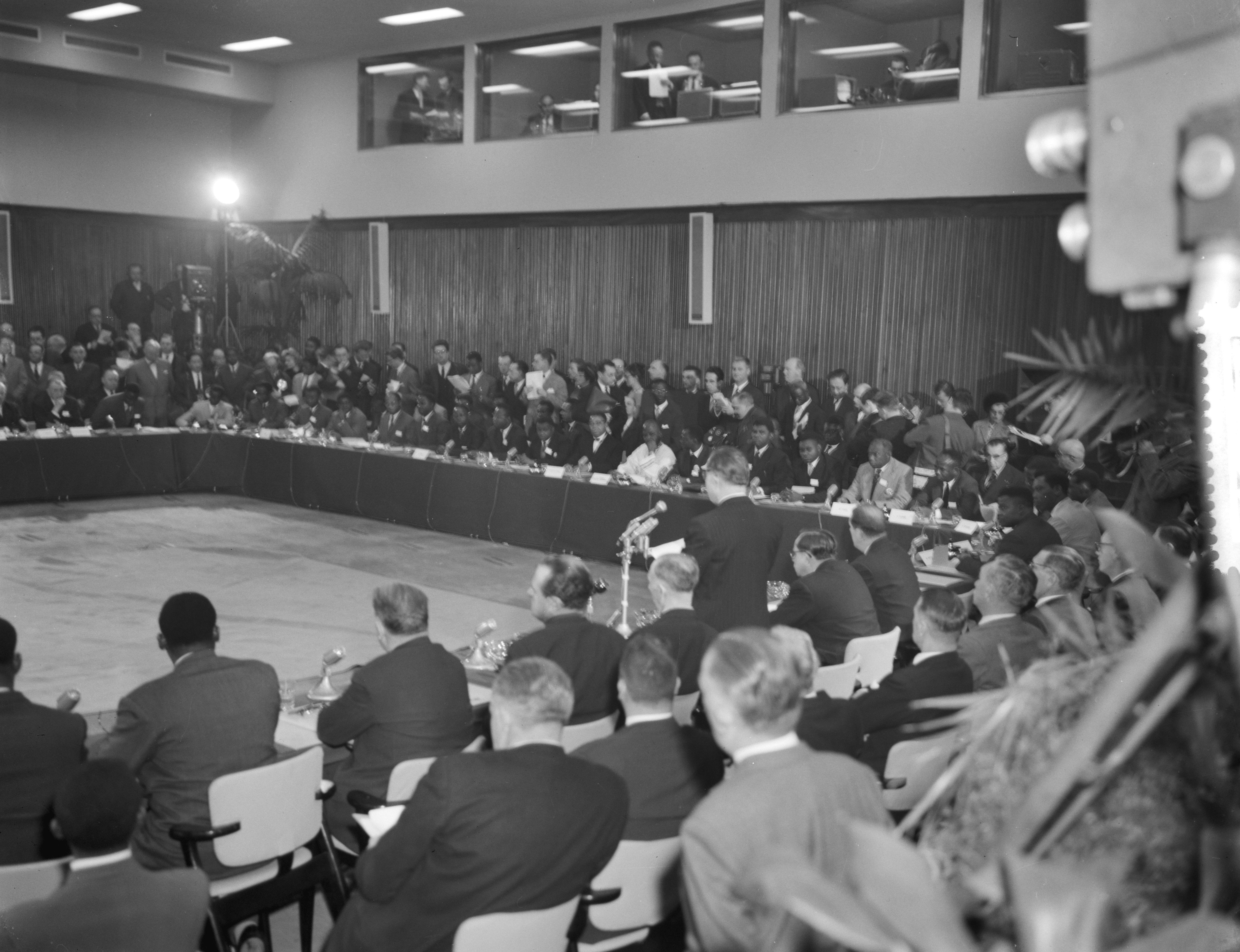
1960년 1월 20일 브뤼셀에서 열린 벨기에-콩고 원탁 회의 개회식

1959년, 보두앵 국왕은 벨기에령 콩고를 또 한 번 방문했는데, 4년 전 방문과는 큰 대조를 이루었다. 레오폴드빌에 도착하자 그는 루뭄바가 식민지 정부를 선동한 혐의로 투옥된 것에 분노한 흑인 벨기에-콩고 시민들에게 돌팔매질을 당했다. 다른 도시에서의 보두앵의 환영은 훨씬 좋았지만, "국왕 만세!"라는 외침 뒤에는 종종 "즉시 독립!"이 따라왔다. 벨기에 정부는 인도차이나와 알제리에서 프랑스에게 일어났거나 인도네시아에서 네덜란드에게 일어났던 것처럼 헛되고 잠재적으로 매우 피비린내 나는 식민지 전쟁에 휘말리는 것을 피하고 싶었다. 그 이유로 그들은 콩고 지도자가 표명한 즉각적인 독립 요구에 굴복하는 경향이 있었다.
준비 부족과 교육받은 엘리트의 부족 (당시 대학 학위를 가진 콩고인은 소수에 불과했다)에도 불구하고 벨기에 지도자들은 독립을 수용하기로 결정했다. 사실, 현지 엘리트의 약점은 벨기에 정부와 기업 지도자들에게 유리하게 여겨졌는데, 이는 국가 정치 및 경제의 핵심 측면을 그들이 계속 책임지기 더 쉽게 만들 것이라고 기대했기 때문이었다. 식민지 전쟁과 다른 유럽 국가들이 참여한 더 점진적인 탈식민지화와는 다른 이 접근 방식은 프랑스어로 "Le Pari Congolais"(콩고의 베팅)으로 알려졌다.
1960년 1월, 콩고 정치 지도자는 독립 논의를 위해 브뤼셀에서 열리는 원탁 회의에 초대되었다. 파트리스 루뭄바는 이 회의를 위해 감옥에서 풀려났다. 회의는 놀랍게도 콩고 대표단의 강력한 단일 전선에 대응하여 콩고인들의 요구를 거의 모두 수용하는 데 빠르게 합의했다. 1960년 5월에 총선거를 실시하고 1960년 6월 30일에 완전 독립인 "디펜다"를 부여하기로 했다.

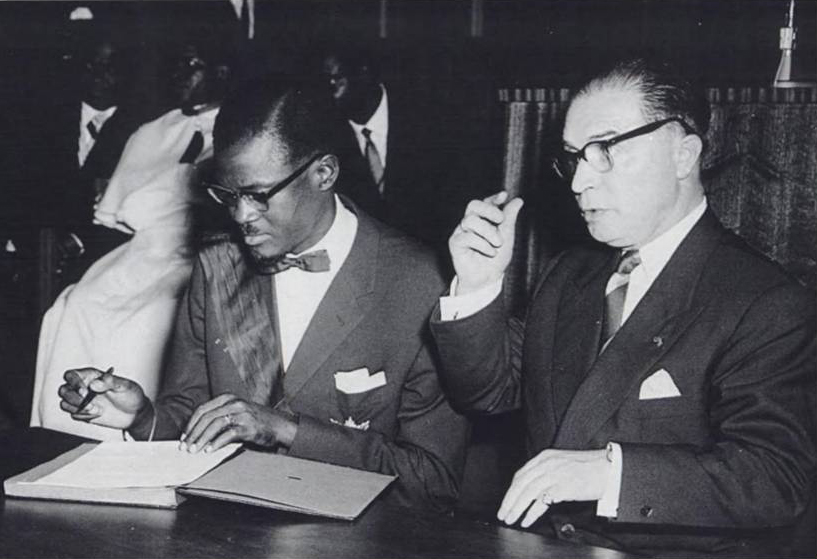
루뭄바와 에이스컨스가 콩고 독립 문서에 서명하고 있다.

선거를 앞둔 정치적 움직임은 세 가지 정치 동맹의 출현으로 이어졌다. 여섯 개의 분리주의 정당 또는 조직으로 구성된 연방주의 민족주의 연합으로, 그중 두 개는 ABAKO와 MNC—카롱지였다. 중앙 집권적 MNC—루뭄바와 카탕가의 강력한 실세인 모이즈 촘베가 이끄는 동맹으로, 그는 (카사이의 다이아몬드 채굴과 관련하여 카롱지가 했던 것처럼) 유니온 미니에르의 사업 이익을 보존하고자 했다. 의회 선거 결과는 지역주의 파벌(그중 ABAKO가 주요 세력)과 MNC와 같은 민족주의 정당 모두 좋은 성적을 거두어 분열된 정치 지형을 만들었다. 절충안이 강제로 통과되어 카사부부가 콩고 공화국의 초대 대통령이 되고, 루뭄바가 초대 정부 수반이 되었다. 불과 5개월 전에 계획된 대로, 벨기에인에 의한 이양식은 1960년 6월 30일 레오폴드빌의 벨기에령 콩고 총독 신관저에서 정시에 열렸다.
일주일 후, 여전히 대다수가 벨기에인이었던 장교들에 대항하여 공안군 내에서 반란이 일어났다. 이는 만족하지 못한 군인과 급진화된 젊은이들에 의해 주로 선동된 콩고 전역의 소요 사태를 촉발하는 계기가 되었다. 많은 지역에서 그들의 폭력은 특히 유럽인 피해자를 대상으로 했다. 몇 주 안에 벨기에 군대와 나중에 유엔 개입군은 여전히 콩고에서 일하고 생활하던 80,000명 이상의 벨기에인 중 대부분을 대피시켰다.

## 콩고 위기와 그 여파
1960년 7월 바스-콩고의 티스빌에서 시작된 반란은 빠르게 콩고의 나머지 지역으로 확산되었다. 1960년 9월, 지도자들은 분열되었고, 카사부부 대통령은 루뭄바 총리를 직무에서 해임한다고 선언했고, 루뭄바는 반대로 선언했다. 교착 상태는 루뭄바의 체포로 끝났다. 1961년 1월, 그는 카탕가주의 부유한 광산 지역으로 이송되었는데, 당시 그곳은 모이즈 촘베의 지도 하에 (벨기에의 적극적인 지원을 받아) 레오폴드빌로부터의 분리독립을 선언했다. 루뭄바는 카탕가 당국에 넘겨져 처형되었다.

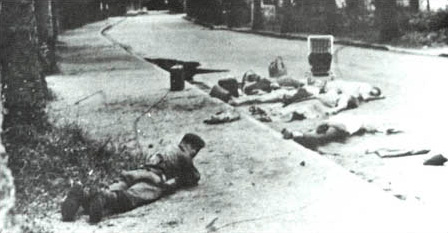
1964년 11월 스탠리빌에서 드래곤 럿지 작전 중 사망한 인질들 앞에 누워 있는 벨기에 군인. 벨기에 낙하산병은 콩고 반군에 잡혀 있던 1,800명 이상의 유럽인과 미국인 인질을 구출했다.

2002년 벨기에는 루뭄바 암살에서의 자국 역할에 대해 공식적으로 사과했다. CIA는 루뭄바의 정치가 너무 좌파적이라고 보았기 때문에 공모했다고 오랫동안 추측되어 왔다. 냉전 시대 동안 소련은 '반식민주의'를 지역에서의 세력 확장의 근거로 삼아 아프리카에서 영향력을 확대하는 데 적극적이었다. 일련의 반란과 분리주의 운동은 탄생 당시 단일 콩고 국가의 꿈을 산산조각 내는 것처럼 보였다. 국가가 독립했음에도 불구하고 벨기에 낙하산병은 벨기에 및 국제 시민을 보호하고 대피시키기 위해 여러 차례 콩고에 개입했다. 유엔은 1960년 후반부터 콩고에 대규모 평화 유지 작전을 유지했다. 상황은 1964-65년까지 안정되지 않았다. 카탕가주는 재통합되었고 소위 심바 반란은 스탠리빌 (동부주)에서 종식되었다. 그 직후 육군 대령 조제프 데지레 모부투가 쿠데타로 권력을 장악하며 정치적 교착 상태를 끝냈다.
모부투는 강력한 반공주의 입장 때문에 서방, 특히 미국에서 일부 지지를 받았다. 처음에는 그의 통치가 통합과 경제 발전을 선호했다 (예: 1950년대에 계획된 잉가 댐 건설). 이전 정권과의 거리를 두기 위해 그는 콩고 "진정성" 캠페인을 시작했다. 정부는 1966년에 식민지 지명 사용을 중단했다. 레오폴드빌은 킨샤사로, 엘리자베스빌은 루붐바시로, 스탠리빌은 키상가니로 이름이 변경되었다. 이 기간 동안 콩고는 일반적으로 벨기에와 긴밀한 경제 및 정치 관계를 유지했다. 독립 후 일부 재정 문제는 해결되지 않은 상태로 남아 있었다 (소위 "contentieux"). 예를 들어, 식민지 국가가 직접 소유했던 대형 광산 회사의 주식 이전 문제였다. 1970년, 독립 10주년을 맞아 보두앵 국왕은 콩고에 공식 국빈 방문을 했다.
모부투 정권은 1970년대에 더욱 급진화되었다. 모부투가 당수였던 혁명 대중 운동 (MPR)은 확고한 일당 통치를 확립했다. 정치적 탄압이 상당히 증가했다. 모부투는 콩고를 자이르 공화국으로 개명했다. 1970년대 중반의 소위 "자이르화"는 외국인 노동자의 대규모 이탈과 경제 붕괴로 이어졌다. 1980년대에 모부투 정권은 부실 관리와 부패의 대명사가 되었다. 옛 식민지 강대국인 벨기에와의 관계는 근본적인 경제적, 재정적, 정치적 이해관계의 꾸준한 감소를 반영하여 여러 차례 오르내렸다. 국가가 소련의 손에 넘어갈 위험이 없었기 때문에 서방 강대국들은 중립적인 입장을 유지했다.

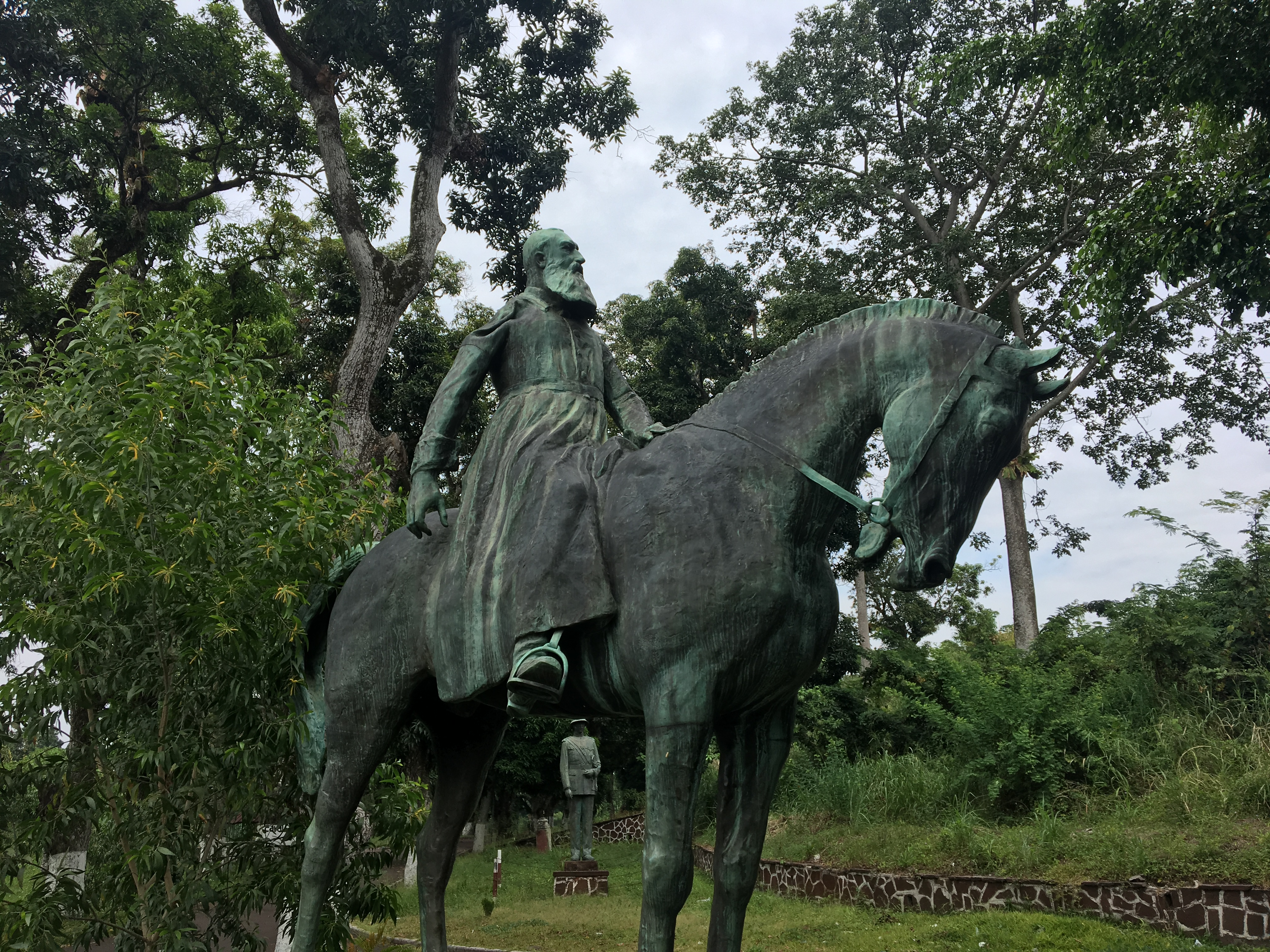
킨샤사의 레오폴 2세 기마상

소련 붕괴와 1980년대 후반 냉전 종식 후, 모부투는 서방의 지지를 잃었다. 그 결과 1990년 그는 일당제를 종식시키고 극적으로 민주주의로의 복귀를 선언했다. 그러나 그는 시간을 벌기 위해 머뭇거리고 상대를 서로 대립시켰다. 1990년 5월 루붐바 대학교 캠퍼스에서 학생들에 대한 자이르 군대의 피비린내 나는 개입은 벨기에와 자이르 간의 외교 관계 단절을 촉발했다. 특히 모부투는 1993년 보두앵 국왕의 장례식에 초대받지 못했으며, 그는 이를 심각한 개인적 모욕으로 여겼다.
1997년 모부투는 로랑데지레 카빌라가 이끄는 반군에게 축출되었고, 카빌라는 스스로 대통령을 선언하고 자이르를 콩고 민주 공화국으로 개명했다. 2001년 암살된 카빌라의 뒤를 아들 조제프 카빌라가 이었다. 2006년 조제프 카빌라는 1960년 이후 콩고에서 처음으로 치러진 전국 자유 선거를 통해 대통령으로 확정되었다. 2010년 6월 30일~7월 2일 알베르 2세 국왕과 벨기에 총리 이브 르테름은 콩고 독립 50주년 기념 행사에 참석하기 위해 킨샤사를 방문했다.
식민지 시대의 어러 관행과 전통은 아직도 독립된 콩고 국가에 남아 있다. 강력한 중앙 집중화 및 관료주의적 경향을 유지하며 교육 시스템 및 사법부의 조직을 유지하고 있다. 벨기에에 대한 콩고의 영향은 주로 경제적 측면에서 나타났다. 유니온 미니에르 (현재 유미코어)의 활동, 비철 금속 산업의 발전, 그리고 안트베르펜 항과 다이아몬드 산업의 발전 등을 통해서이다. 오늘날까지 브뤼셀 항공 (옛 사베나의 후신)은 콩고 민주 공화국에 강력한 입지를 유지하고 있다. 2010년 기준 콩고 민주 공화국에 거주하는 벨기에 국적자는 4,000명 이상, 벨기에 내 콩고 공동체는 최소 16,000명에 달하는 것으로 추정된다. 브뤼셀의 "마통제" 지역은 벨기에 내 콩고 공동체의 전통적인 중심지이다.

## 문화

### 음악
대중음악에서 룸바와 같은 라틴 음악은 식민지 시대인 1930년대와 1940년대 쿠바에서 유입되었으며, 벨기에령 콩고에서 라틴 음악이 광범위하게 연주되었다. 1950년대에는 미국 재즈도 아프리카 재즈로 널리 수용되었다. 1956년 프랑코는 OK Jazz (나중에 TPOK Jazz로 개명)를 결성했다.
르 그랑 칼레라는 이름으로 알려진 조제프 카바셀레는 아프리카 재즈를 결성했다. 하우스 밴드가 인기를 얻었고, 룸바 콩골레즈가 형성되었다. 말로 마시는 같은 시대의 음악가이다. 콩고의 대중음악은 대륙 리듬, 교회 음악, 가나의 하이라이프, 전통 콩고 음악에서 발전했다.

## 같이 보기
- 아프리카인 아카이브 (벨기에) - 벨기에령 콩고 관련 자료 보관소
- 《중앙아프리카의 벨기에인》
- 벨기에령 콩고의 구 목록
- 제2차 세계 대전의 벨기에령 콩고
- 콩고 민주 공화국 대통령
- 콩고의 틴틴

## 참고 문헌
- Arnot, Frederick Stanley (1914). 《Missionary travels in central Africa》. Bath : Office of Echoes of Service.
- Cunningham, Richard (1973). 《The place where the world ends; a modern story of cannibalism and human courage》. New York: Sheed and Ward. ISBN 978-0-83620-5435.
- Hogg, Gary (1983). 《Cannibalism & Human Sacrifice》. Coles publishing. 18–24, 81쪽.
- Freund, Bill (1998). 《The Making of Contemporary Africa: The Development of African Society since 1800》 2판. Basingstoke: Palgrave-Macmillan. ISBN 978-0-333-69872-3.
- Pakenham, Thomas (1992). 《The Scramble for Africa: the White Man's Conquest of the Dark Continent from 1876 to 1912》 13판. London: Abacus. ISBN 978-0-349-10449-2.
- Renders, Luc (2020). 《The Congo in Flemish Literature: An Anthology of Flemish Prose on the Congo, 1870s–1990s》. Leuven: Leuven University Press. ISBN 978-9462702172.
- Turner, Thomas (2007). 《The Congo Wars: Conflict, Myth and Reality》 2판. London: Zed Books. ISBN 978-1-84277-688-9.
- Vansina, Jan (2010). 《Being Colonized: The Kuba Experience in Rural Congo, 1880-1960》. Madison: University of Wisconsin Press. ISBN 978-0299236441.
- Vanthemsche, Guy (2012). 《Belgium and the Congo, 1885–1980》. New York: Cambridge University Press. ISBN 978-0-521-19421-1.
- 《Africa Missionaries : an honor roll of the missionaries of the Methodist Church in [Africa]》. New York, NY: Board of Missions and Church Extension, the Methodist Church. 1945.
- “Bishop John McKendree Springer”. United Methodist Communications. 2024. 2024년 3월 2일에 확인함.

### 역사학
- Stanard, Matthew G. "Belgium, the Congo, and Imperial Immobility: A Singular Empire and the Historiography of the Single Analytic Field,"French Colonial History (2014) vol 15 -109.
- Vanthemsche, Guy. 'The historiography of Belgian colonialism in the Congo" in C Levai ed., Europe and the World in European Historiography (Pisa University Press, 2006), pp. 89–119. 온라인

### 프랑스어 또는 네덜란드어 서적
- 《Bulletin Officiel du Congo belge》 (프랑스어, 네덜란드어), Brussels, 1908–1959  – Académie royale des sciences d'outre-mer 경유
- 《Biographie Belge d'Outre-Mer》 (프랑스어, 네덜란드어), Brussels: Académie Royale des Sciences d'Outre-mer 1948–2015; 11 volumes  온라인
- Victor Prévot (1961). 《L'œuvre belge au Congo》. 《L'Information géographique》 (프랑스어) 25. 93–100쪽. doi:10.3406/ingeo.1961.2068 – Persee.fr 경유.
- Ndaywel è Nziem, Isidore (1998). 《Histoire générale du Congo》. Paris and Brussels: De Boeck & Larcier.
- Stengers, Jean (2005). 《Congo, Mythes et réalités》. Brussels: Editions Racines.
- Van Reybrouck, David (2010). 《Congo, Een geschiedenis》. Amsterdam: De Bezige Bij.